# Campagne de Pologne (1939)
Pour les articles homonymes, voir Campagne de Pologne.
Seconde Guerre mondiale
La campagne de la Pologne, également connue sous le nom de campagne de septembre (en polonais : Kampania wrześniowa) ou guerre défensive de 1939 (en polonais : Wojna obronna 1939 roku) en Pologne, et invasion de la Pologne (en allemand : Polenfeldzug) ou plan Blanc (en allemand : Fall Weiss) en Allemagne, est une opération militaire déclenchée par l'Allemagne avec l'appui de la ville libre de Dantzig et d'un contingent slovaque, et par l'Union soviétique, dans le but d'envahir et de partager la Pologne. Cette offensive lancée par surprise provoque l'entrée en guerre de la France et du Royaume-Uni, puis fait basculer l'Europe dans la Seconde Guerre mondiale.
L'invasion allemande commence le 1er septembre 1939, soit une semaine après la signature du pacte Molotov-Ribbentrop, alors que l'invasion soviétique débute le 17 septembre après que l'accord Molotov-Tōgō du 16 septembre a mis un terme aux hostilités russo-japonaises en Corée et en Mandchourie. La campagne s'achève le 6 octobre sur la partition et l'annexion du territoire polonais par l'Allemagne et l'Union soviétique, selon les termes du traité germano-soviétique d'amitié, de coopération et de démarcation.
Les forces allemandes envahissent la Pologne par le nord, le sud et l'ouest au matin du 1er septembre, aussitôt après l'incident de Gleiwitz qui a servi de prétexte. Confrontées à l'avancée de la Wehrmacht, les forces polonaises se retirent de leurs lignes avancées à proximité de la frontière germano-polonaise afin d'établir une défense plus à l'est. Après la défaite polonaise à la bataille de la Bzura, l'avantage stratégique allemand devient indéniable. Les forces polonaises entament alors une nouvelle retraite vers le sud-est où elles se préparent à une défense longue et acharnée de la tête de pont roumaine, attendant l'intervention alliée de la France et du Royaume-Uni. Mais, en dépit des traités passés avec ces deux pays, et leur déclaration de guerre à l'Allemagne le 3 septembre, Britanniques et Français n'offrent à la Pologne qu'un soutien très limité.
L'invasion de la Pologne orientale par l'Armée rouge le 17 septembre, selon les termes d'un protocole secret du Pacte germano-soviétique, assène un coup fatal au plan de défense polonais, qui perd alors sa viabilité stratégique. Confronté à une invasion sur deux fronts, le gouvernement polonais décrète alors que la tête de pont roumaine n'est plus tenable et ordonne l'évacuation d'urgence de toutes les troupes en Roumanie neutre. Le 6 octobre, après la victoire de la Wehrmacht à la bataille de Kock, les forces allemandes et soviétiques contrôlent tout le territoire polonais. Hitler et Staline mettent ainsi fin de facto à la Deuxième République polonaise, alors que le pays n'a pas formellement capitulé.
Le 8 octobre, l'Allemagne annexe la Pologne occidentale et l'ancienne ville libre de Dantzig, et place le reste du territoire qu'elle occupe et qu'elle n'a pas cédé à l'Union soviétique sous l'administration du nouveau Gouvernement général. L'Union soviétique annexe quant à elle les territoires conquis ou cédés par les Allemands, en les incorporant aux républiques soviétiques de Biélorussie et d'Ukraine, et lance rapidement une campagne de soviétisation. Plusieurs milliers de militaires polonais parviennent cependant à rejoindre l'armée polonaise de l'Ouest formée en France, où s'est installé le gouvernement polonais en exil. En Pologne même, plusieurs mouvements de résistance s'organisent, et créent l'État polonais clandestin, dont l'Armia Krajowa forme le fer de lance.
La défaite polonaise est le début d'une longue et brutale occupation par les Allemands et les Soviétiques, qui ne prend fin en 1945 qu'au prix d'une domination totale par le voisin soviétique, et dont la Pologne sort exsangue, après avoir perdu plusieurs millions de ses habitants, et après que sa capitale, Varsovie, a été ravagée par les combats.

## Contexte: ultimatum allemand à la Pologne

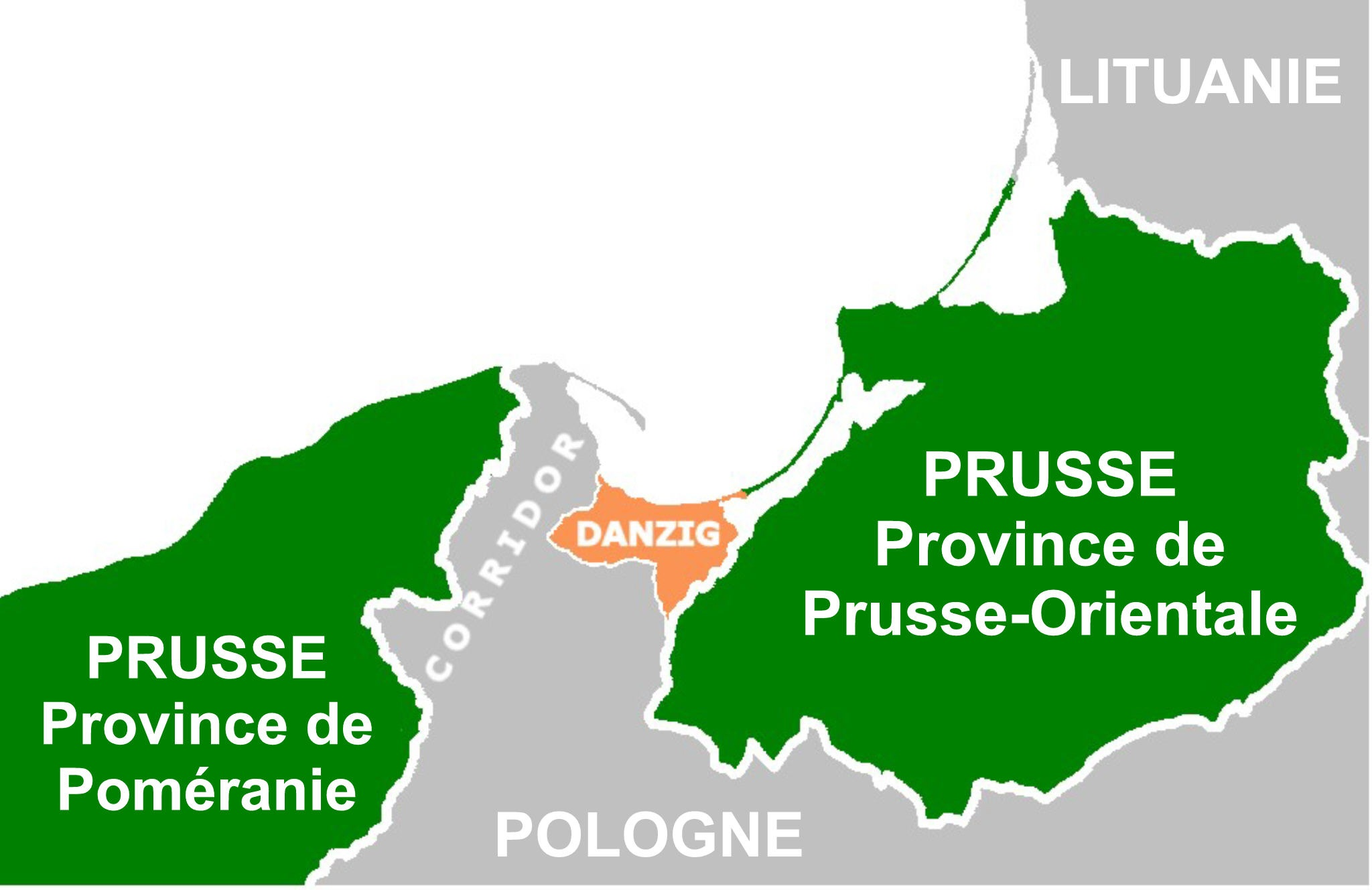
Corridor de Dantzig et les frontières de 1939.

Lors du traité de Versailles à la fin de la Première Guerre mondiale, la ville de Dantzig, avec une bande de terre, le corridor de Dantzig, qui lui donne accès à la mer, ont été confisquées à l'Allemagne qui se trouve ainsi séparée de la Prusse-Orientale. Le 24 octobre 1938, le ministre des affaires étrangères allemand Joachim von Ribbentrop avait exposé au diplomate polonais Józef Lipski les bases d'un accord qui résoudrait le problème de passage entre l'Allemagne et la Prusse-Orientale : il s'agissait que Dantzig redevienne allemande, ou au moins que l'Allemagne puisse construire une autoroute et un chemin de fer reliant le Brandebourg à la Prusse-Orientale au travers du territoire de Dantzig, la création à Dantzig pour la Pologne d'un port franc avec un débouché sur la mer, la garantie réciproque des frontières communes et la prolongation de 10 à 25 ans du Pacte germano-polonais. Le 10 novembre 1938, Józef Beck, ministre des Affaires étrangères de Pologne, fit savoir qu'il n'était pas possible d'envisager de changement pour Dantzig et que le lieu d'un passage de voies extra-territoriales devait être étudié. Le 16 janvier 1939, l'ambassadeur de Pologne à New York informait son ministre dans une note secrète que le gouvernement américain souhaitait que la France et l'Angleterre « mettent fin à toutes politiques de compromis avec des États totalitaires » et qu'elles « ne s'engagent dans aucune discussion ayant pour but des modifications territoriales quelles qu'elles soient ».

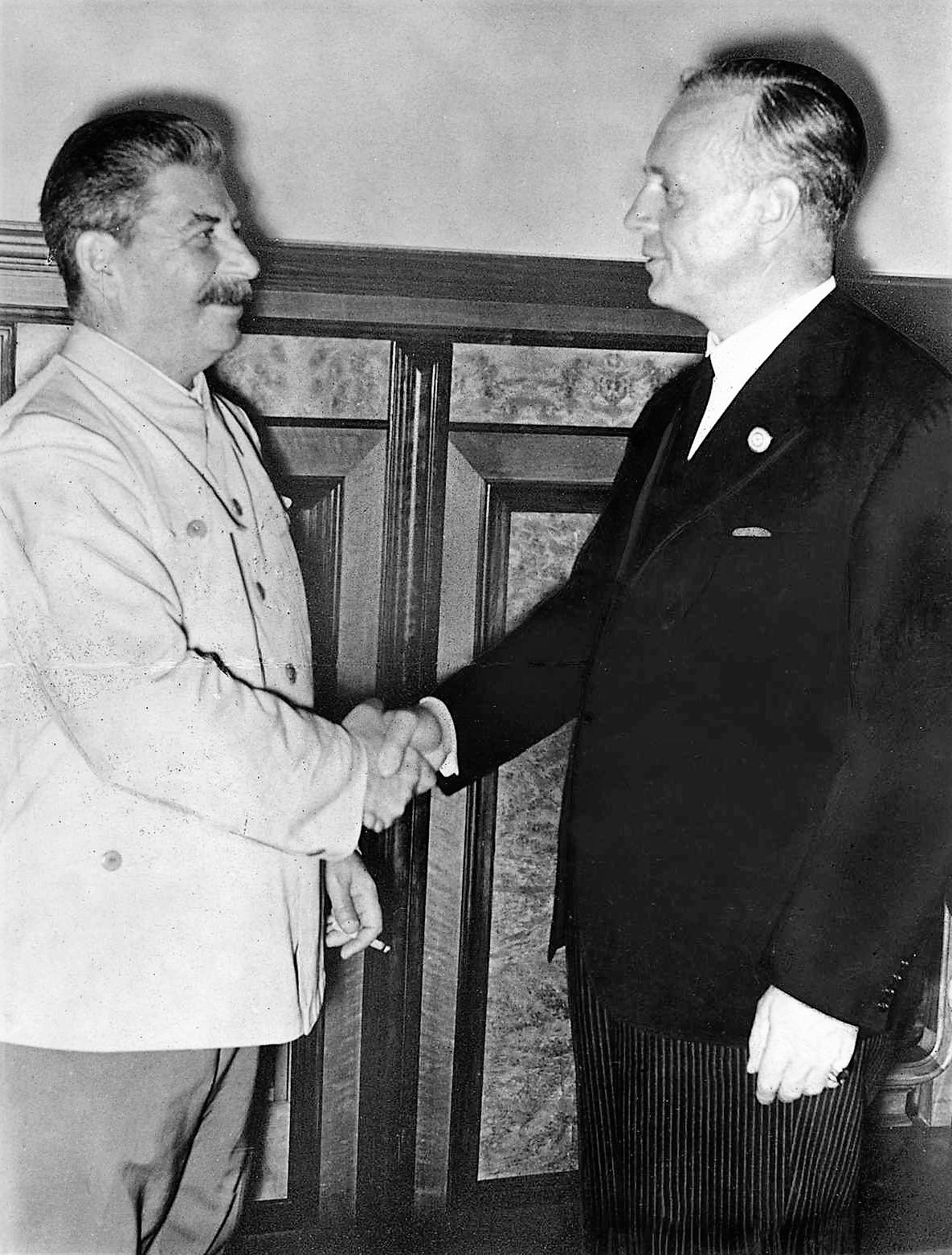
Joseph Staline et Joachim von Ribbentrop lors de la signature du Pacte, Moscou, 23 août 1939 (Pacte germano-soviétique)

Devant le refus des Français et des Britanniques, et en dépit de la fermeté affichée par le Premier ministre britannique Neville Chamberlain, qui juge que Hitler va trop loin dans ses exigences et lui fait savoir que le Royaume-Uni ira jusqu'à la guerre s’il le faut, Hitler décide de procéder à une conquête militaire. Après avoir sécurisé son flanc sud grâce à un pacte avec l'Italie fasciste, il se garantit sur son flanc est en signant le Pacte germano-soviétique avec Staline le 23 août 1939. Tôt dans la matinée, des milliers de réservistes polonais avaient reçu leur ordre de mobilisation.
La veille du jour où l'armée allemande devait commencer l'offensive, le 25 août 1939, le Royaume-Uni et la Pologne signent un pacte d'assistance militaire mutuelle.
Hitler arrête les préparatifs, se donne jusqu'au 31 août pour arriver à un compromis, et convoque l'ambassadeur britannique à Berlin afin que soit trouvée une résolution pacifique. Joachim von Ribbentrop lui soumet un protocole en seize points. Le 29 août 1939, l'Allemagne demande à Londres de convaincre Varsovie d'envoyer à Berlin, pour le 30 août, un plénipotentiaire polonais afin de régler la question de Dantzig et du corridor. Il s'agirait d'organiser un référendum d'autodétermination auprès de la population de cette région, sous contrôle d'une commission internationale composée de représentants du Royaume-Uni, de la France, de la Russie et de l'Italie. Ensuite, selon le résultat, d'accorder, soit à la Pologne le port de Gdynia avec un large passage vers la mer, soit à l'Allemagne l'autoroute et la ligne de chemin de fer vers la Prusse-Orientale qu'elle réclamait. Autrement dit, un ultimatum allemand à la Pologne est lancé entre le 30 et le 31 août 1939. Il est un des points de départ de la Seconde Guerre mondiale avec le déclenchement de la campagne de Pologne.
Le 30, l'ambassadeur du Royaume-Uni en Allemagne suggère que la demande soit présentée à la Pologne par les voies diplomatiques normales. Le 31, l'ultimatum est diffusé par la radio et remis officiellement à l'ambassadeur britannique. Le fait que Varsovie n'ait pas envoyé à Berlin, dans les 24 heures, un représentant investi des pouvoirs nécessaires pour accepter l'ultimatum est interprété comme un rejet de leurs propositions de paix par les Allemands. N'ayant pas de réponse, Hitler convoque à nouveau l'ambassadeur britannique qui lui fait part de son refus de conseiller à la Pologne de souscrire à cet arrangement. L’« incident de Gleiwitz » du 31 août 1939 sert de prétexte au début des hostilités militaires. Le 1er septembre 1939, l'armée allemande pénètre en Pologne.
L’Allemagne nazie s'est alors déjà emparée de l'Autriche ainsi que de la Bohême et de la Moravie. Pour Hitler, de telles annexions étaient justifiées par la présence de populations germaniques et par la nécessité de donner au peuple allemand un espace vital à l'est. Or une partie de la Pologne est aussi une terre de peuplement allemand, ce qui ajoutait à la justification nationaliste de l'agression contre la Pologne.

## Les armées en présence

### L’armée polonaise

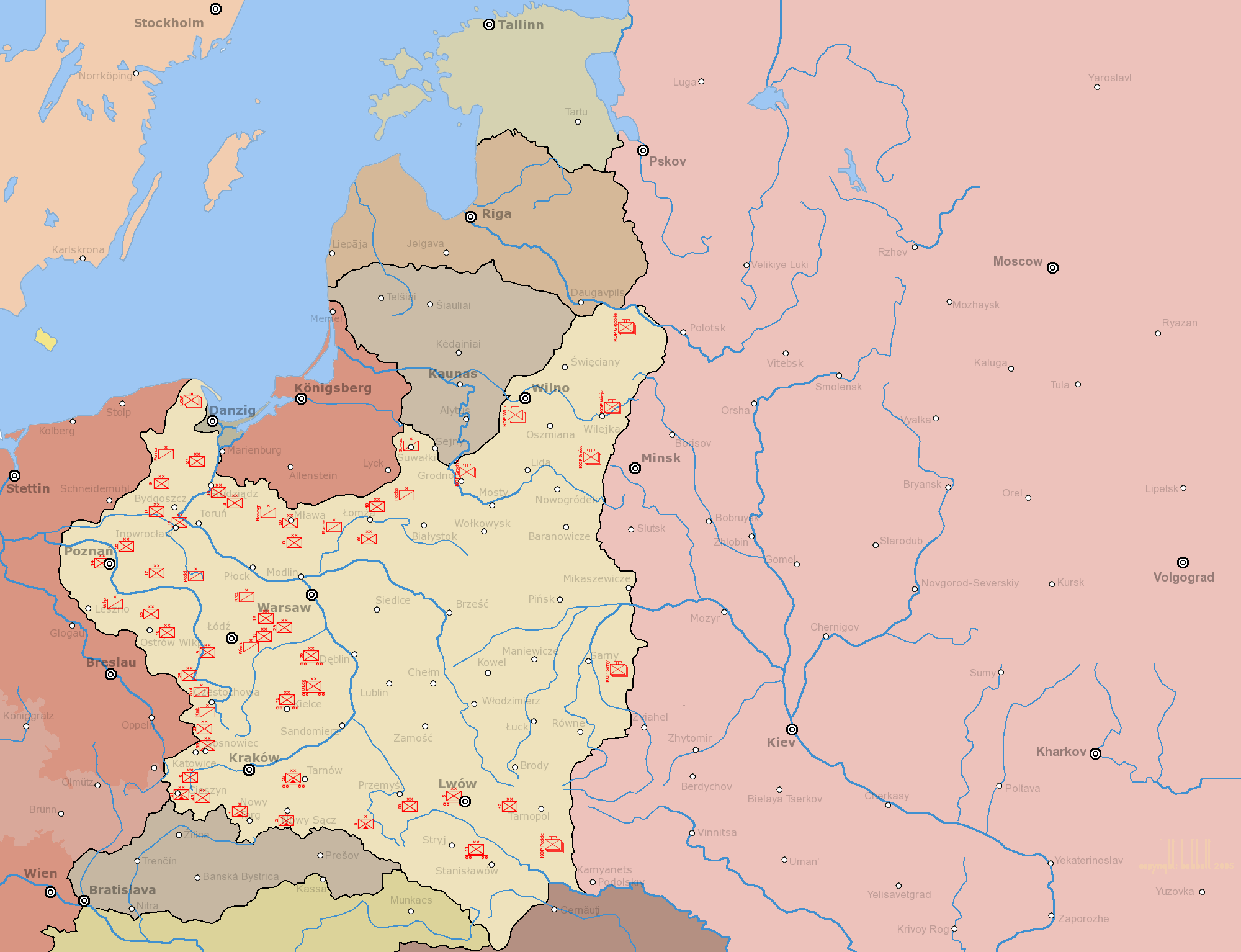
Position des divisions polonaises le 1 septembre 1939.

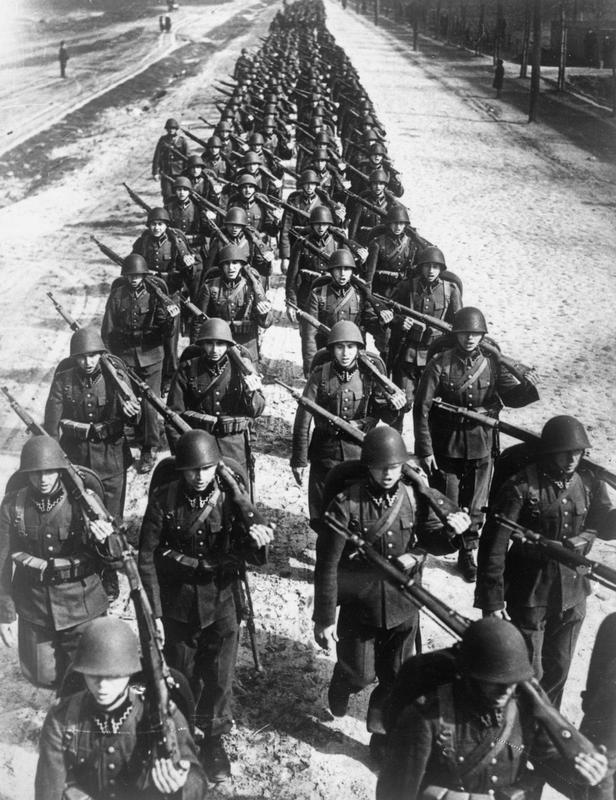
L'infanterie polonaise.

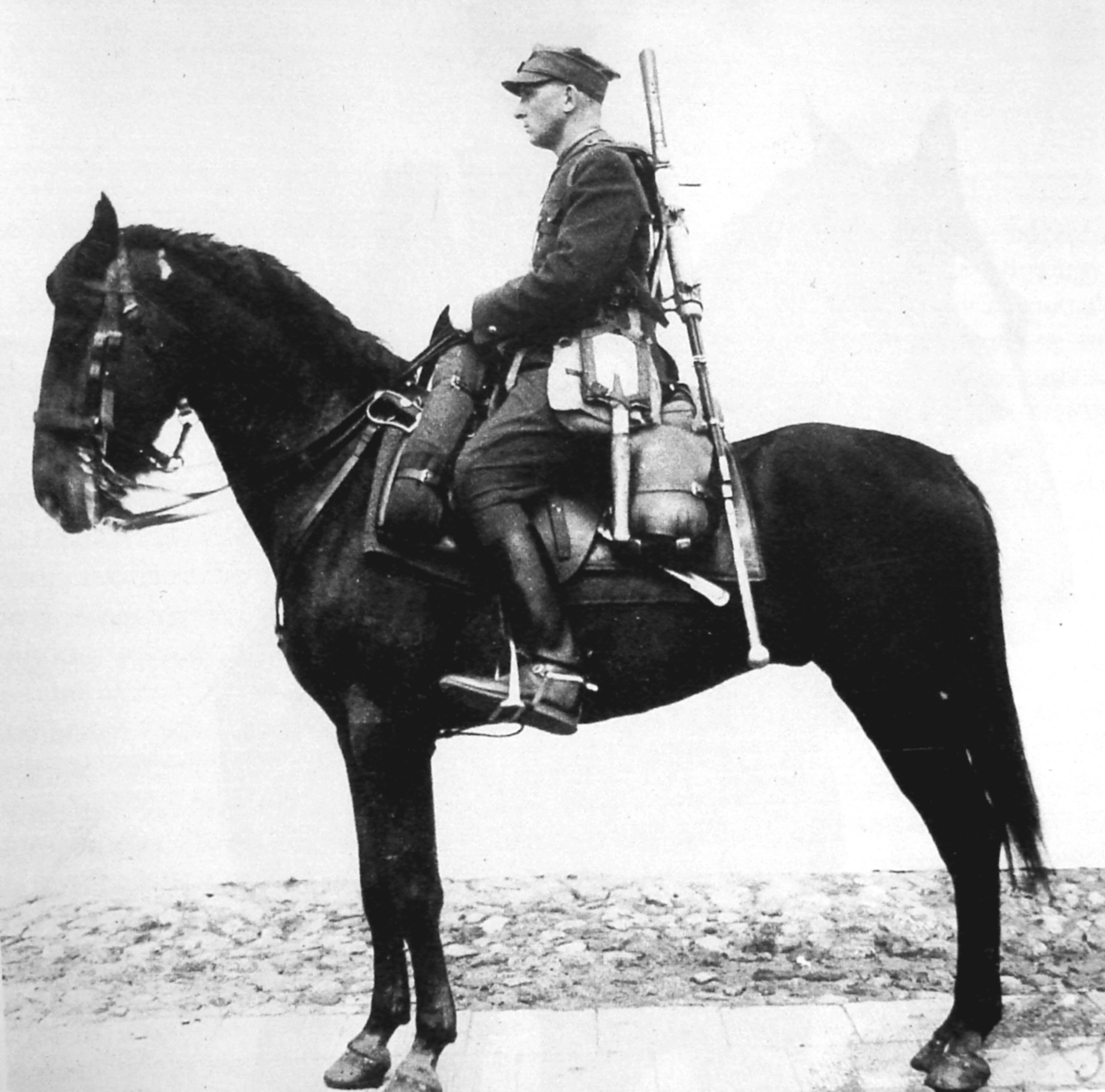
Uhlan avec un fusil antichar wz.35

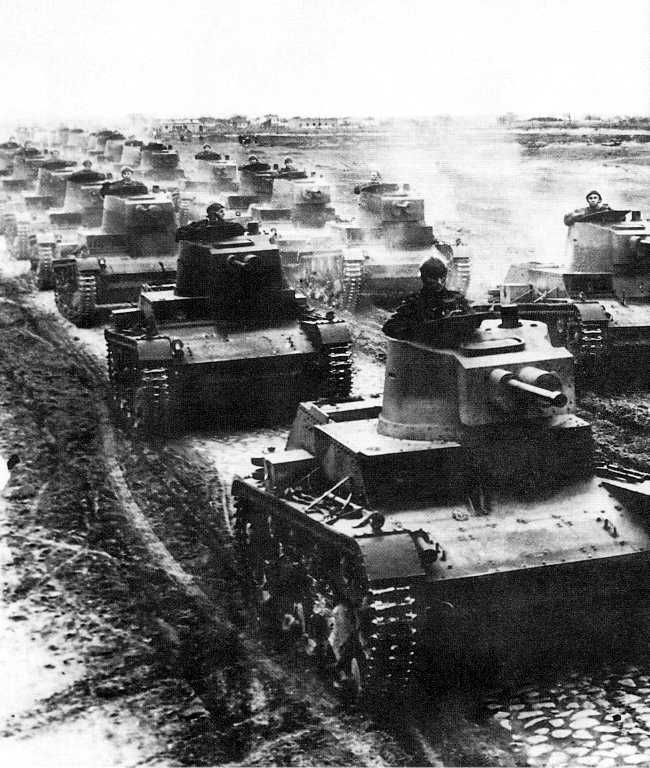
Char léger polonais 7TP.

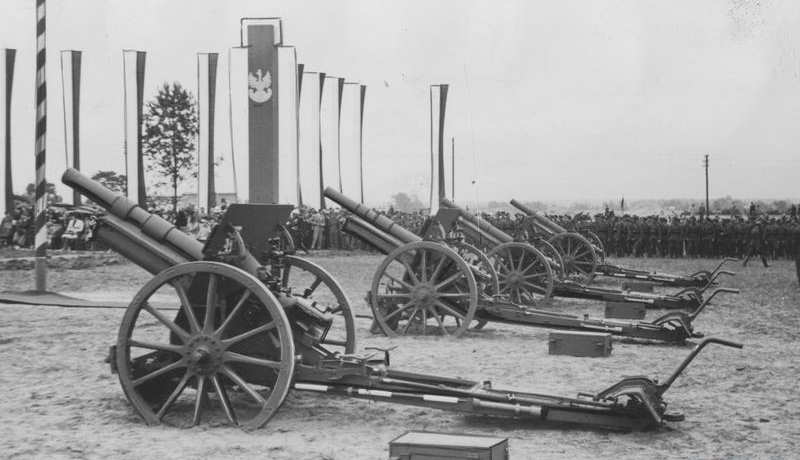
Obusiers

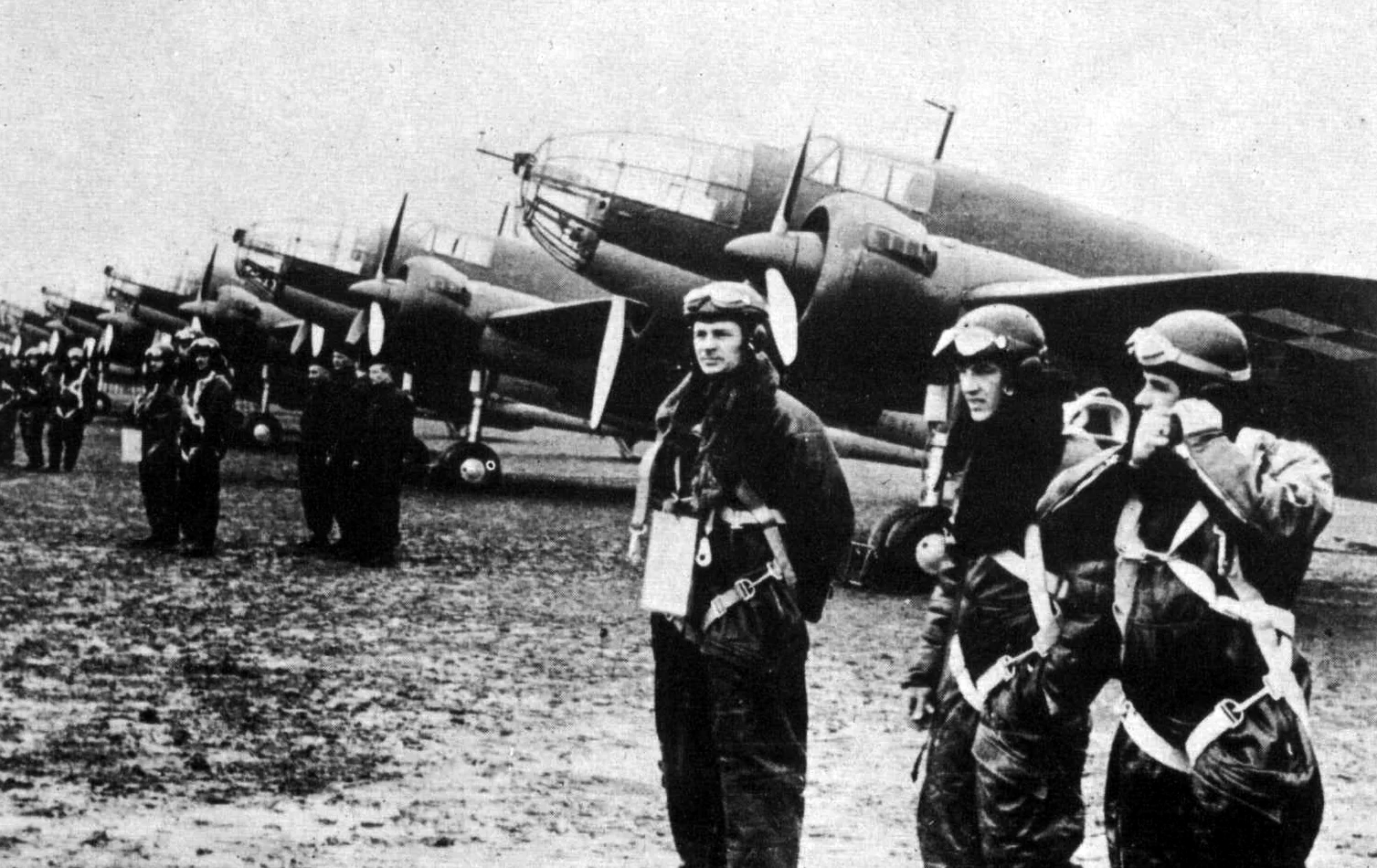
PZL.37 Łoś

Depuis sa création après le traité de Versailles, la Deuxième République polonaise a dû lutter pour son indépendance notamment lors de la guerre soviéto-polonaise de 1920. Cependant, bien que le pays, en partie grâce à ses alliés, se soit sorti de ces menaces, l’armée polonaise en 1939 est loin d'être moderne : elle a une guerre de retard.

#### L’infanterie

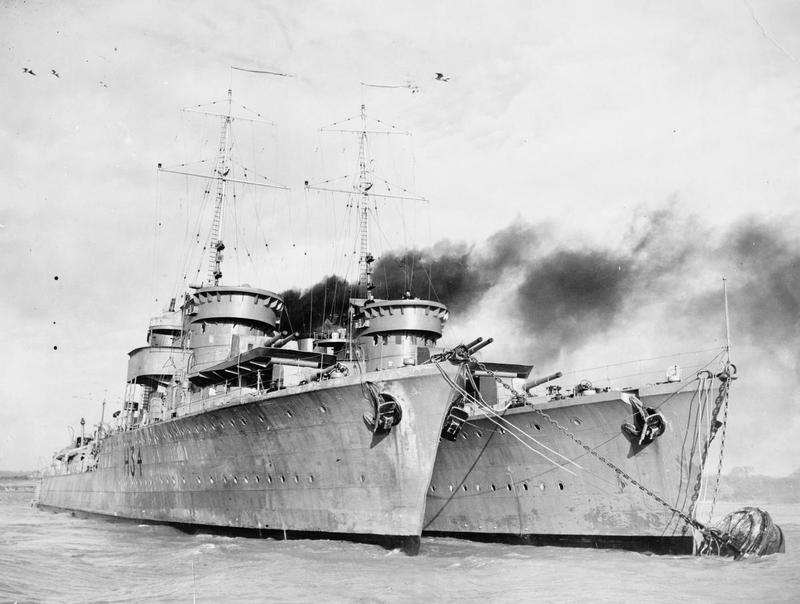
ORP Grom et ORP Błyskawica.

Contrairement à une idée fausse très répandue, ce n'est pas la cavalerie mais l'infanterie qui constitue l'élément principal de l'armée polonaise. La Pologne compte ainsi trente divisions d'active à la veille de la guerre, avec un total de quatre-vingt-quatre régiments d'infanterie et six de montagne, et neuf divisions de réserve que la rapidité des opérations empêche d'intervenir. Une division d'infanterie polonaise est composée de :
- trois régiments d'infanterie ;
- un régiment d'artillerie légère :
- un bataillon d'artillerie lourde (12 pièces) ;
- un bataillon du génie ;
- une compagnie de transmission ;
- une batterie antiaérienne.

Les divisions sont directement versées dans des armées et dans les groupes d'armées.
Un bon entraînement et un moral à toute épreuve caractérisent le fantassin polonais. Il combat pour la liberté de son pays, ce qui contribue à sa motivation. Néanmoins, le fantassin polonais souffre de son manque de puissance de feu, de sa faible mobilité et enfin de sous-officiers souvent moins compétents que ceux de la Wehrmacht ; les officiers sont de bons commandants, surtout les subalternes.

#### La cavalerie
La cavalerie polonaise équestre disparaît en 1937 et à la veille de la guerre, l'armée polonaise compte onze brigades de cavalerie, dont voici la formation :
- trois ou quatre régiments de cavalerie ;
- un escadron d'artillerie légère (douze pièces) ;
- une batterie anti-aérienne ;
- une compagnie du génie ;
- des unités du service.

Malgré sa puissance, la brigade de cavalerie est obsolète dans la guerre moderne. En effet, la brigade, qui est l'échelon le plus élevé dans la cavalerie, ne permet pas d'actions d'envergure et les lanciers polonais subissent de lourdes pertes, mais ils n'ont jamais chargé les chars allemands, contrairement à une légende répandue.

#### Les blindés
Les chars de l'armée polonaise sont déployés par petites unités, comme dans l'armée française et contrairement à l'armée allemande qui privilégie de grandes formations blindées dotées d'une grande puissance de feu et d'une capacité de pénétration profonde dans les lignes ennemies. Ces unités consistent en des bataillons ou des compagnies. Néanmoins, il existe deux brigades blindées. Les unités indépendantes sont au nombre de huit (trois bataillons et cinq compagnies) constituées soit de chars Renault R35, soit de chars 7TP polonais. De plus, toutes les brigades de cavalerie et onze divisions d'infanterie comptent dans leurs rangs une compagnie blindée de reconnaissance. Voici les effectifs en blindés de l'armée polonaise :
- 139 chars polonais 7TP ;
- 102 chars Renault FT ;
- 38 chars Vickers ;
- 574 chenillettes de reconnaissance ;
- 100 automitrailleuses Wz ;
- 10 trains blindés.

L'armée polonaise ne dispose ainsi d'aucune formation blindée capable de faire jeu égal avec les forces mécaniques allemandes, dont les blindés sont dix fois plus nombreux.

#### L’artillerie
Chaque division d'infanterie compte un régiment d'artillerie légère (36 pièces) et un bataillon d'artillerie lourde (12 pièces). L'armée polonaise comprend aussi des unités autonomes qui sont constituées de 23 groupes d'artillerie lourde, 3 groupes d'artillerie super-lourde, 20 sections d'artillerie légère. La plupart de ces unités sont encore, pour la grande majorité, hippomobiles.
L'armée polonaise comprend aussi de l'artillerie antichar à la fois dans la cavalerie et l'infanterie. Cette artillerie comprend 1 200 canons de 37 mm Bofors. L'artillerie anti-aérienne est en revanche faiblement lotie (462 canons en tout).

#### L’aviation et la marine
En Pologne, l'aviation militaire est organisée selon un schéma qui s'avérera très vite inefficace, basé sur la dispersion d'une flotte peu moderne et insuffisante.
Une partie de la flotte aérienne est « à la disposition » de l'armée de l'air, soit :
- 5 escadrilles de chasse (131e, 151e, 161e, 162e...) ;
- 4 escadrilles de bombardement moyen ;
- 5 escadrilles de bombardement léger/reconnaissance.

Le reste de la flotte dépend de l'Armée de terre et est articulée autour de 7 formations tactiques aux ordres des commandants d'armées en campagne.

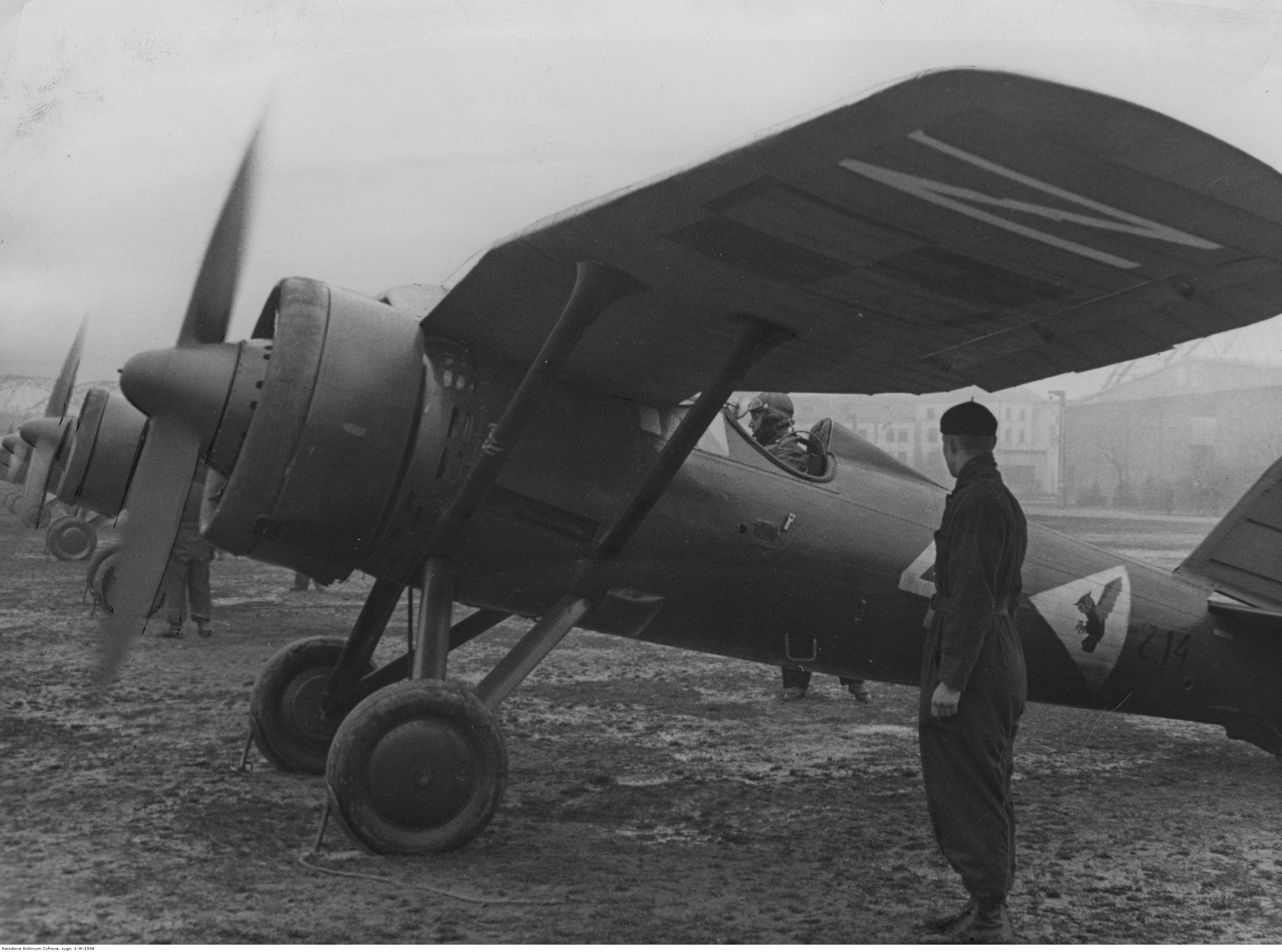
Chasseur Samoloty PZL P.11a en 1939

En 1939, la modernisation de l'aviation est loin d'être achevée et la majorité des avions de chasse est encore composée de modèles anciens datant de 1930. Il y a moins de 150 bombardiers polonais modernes PZL.37 Łoś bimoteurs et PZL.23 Karaś monomoteurs de bombardement tactique, et la chasse comprend environ 160 appareils PZL P.7 et PZL P.11 ainsi que divers appareils de reconnaissance et de bombardement. Les quelques hydravions dépendent, eux, de la marine. Tous types d'avions confondus, la Pologne pouvait aligner un maximum de 510 appareils militaires.
Au 1er septembre 1939, la Pologne pouvait aligner 308 avions aptes au combat :
- 158 chasseurs P11 et P7 ;
- 114 bombardiers légers et reconnaissance PZL Karaś ;
- 36 bombardiers moyens PZL 37, les seuls avions de conception moderne.

La marine polonaise comprend des navires assez modernes, comparativement au reste de son armée. Toutefois, ces navires sont en trop faible nombre. Avant la guerre, la marine polonaise possédait deux ports militaires : l'un à Gdynia-Oksywie et l'autre à Hel, au bout de la péninsule du même nom. Dantzig ne fut pas la base navale de la marine. Dans cette ville, l'armée polonaise possédait seulement le dépôt de l'armement situé à Westerplatte. Les navires sont organisés en trois escadres :
- une escadre de destroyers ;
- une escadre de sous-marins ;
- une escadre de mouilleurs de mines.

Lors de l’attaque allemande, les principaux navires polonais furent envoyés au Royaume-Uni dans le cadre du plan Pékin.

### L’armée allemande

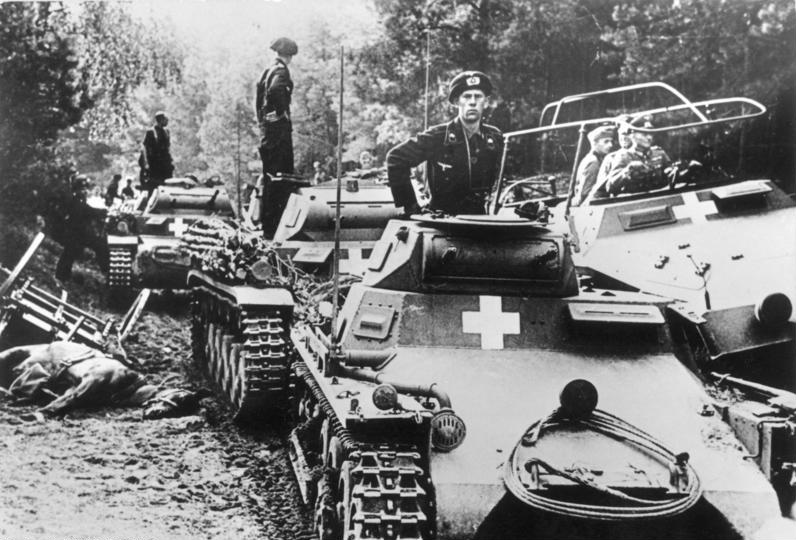
Photo du 3 septembre 1939 illustrant la composition des blindés de la Wehrmacht au moment de la campagne de Pologne : une colonne de Panzer I et II, dépassée par un transport SdKfz 251 employé comme véhicule de commandement reconnaissable à sa grande antenne cadre.

La Wehrmacht aligne pour cette campagne un million et demi de soldats, dont 1,1 million prélevés dans l'armée d'active. Ces troupes d'active sont constituées dans leur majorité de soldats des classes 1915-1916-1917, perméables à la propagande national-socialiste. Cette propagande développe à destination des militaires différents thèmes hostiles à la Pologne et à son État : dans cet « État temporaire » ou « spoliateur », règne la « pagaille polonaise », dont la noblesse polonaise et la bourgeoisie juive sont rendues responsables, et dont les Polonais de souche allemande seraient les premières victimes.
Cette propagande prépare une guerre âpre, dure, non seulement contre l'armée polonaise, mais aussi contre les civils, soupçonnés a priori d'agir en franc-tireurs, comme le signalent de nombreuses instructions diffusées dans l'armée au cours de l'été 1939.
En 1939, la Wehrmacht est techniquement supérieure à l'armée polonaise, mais est loin d'être aussi moderne qu'on ne le pense et la plupart de ses éléments d'infanterie sont encore hippomobiles. L'utilisation des blindés, que les Allemands ont rassemblés en sept Panzer-Divisionen (divisions blindées), quatre Leichte-Divisionen (divisions légères) et deux bataillons indépendants, fait la différence. L'armée allemande compte cependant en grande majorité des chars peu puissants, comme le Panzer I (1 445) et le Panzer II (1 223 engins). L’armée allemande peut aussi compter sur des chars tchèques, le Panzer 35t (202) et le Panzer 38t (78). De plus, la Wehrmacht peut compter sur deux types de très bons chars pour l'époque, le Panzer III (98) et le Panzer IV (211), et enfin 215 Panzer Befehlswagen, qui sont des chars de commandement. On arrive ainsi à un total de 3 472 chars, pour la plupart des chars légers. Pour finir, 408 de ces chars sont dans des unités de remplacement. Ainsi seules les 1re, 2e et 3e divisions blindées sont fortement dotées en chars (près de 400 chacune). Les divisions légères comptent en moyenne 80 chars.
De son côté, la Luftwaffe dispose de la supériorité aérienne, bien que de nombreux appareils aient été laissés à l’ouest en raison de la menace franco-britannique. Les forces aériennes allemandes alignent près de 2 500 appareils dont 1 000 bombardiers et 1 500 chasseurs.
Le succès des opérations allemandes est lié surtout à l'utilisation combinée de l'ensemble des moyens militaires à disposition pour la totalité des opérations militaires menées pour la conquête.

### L'armée slovaque

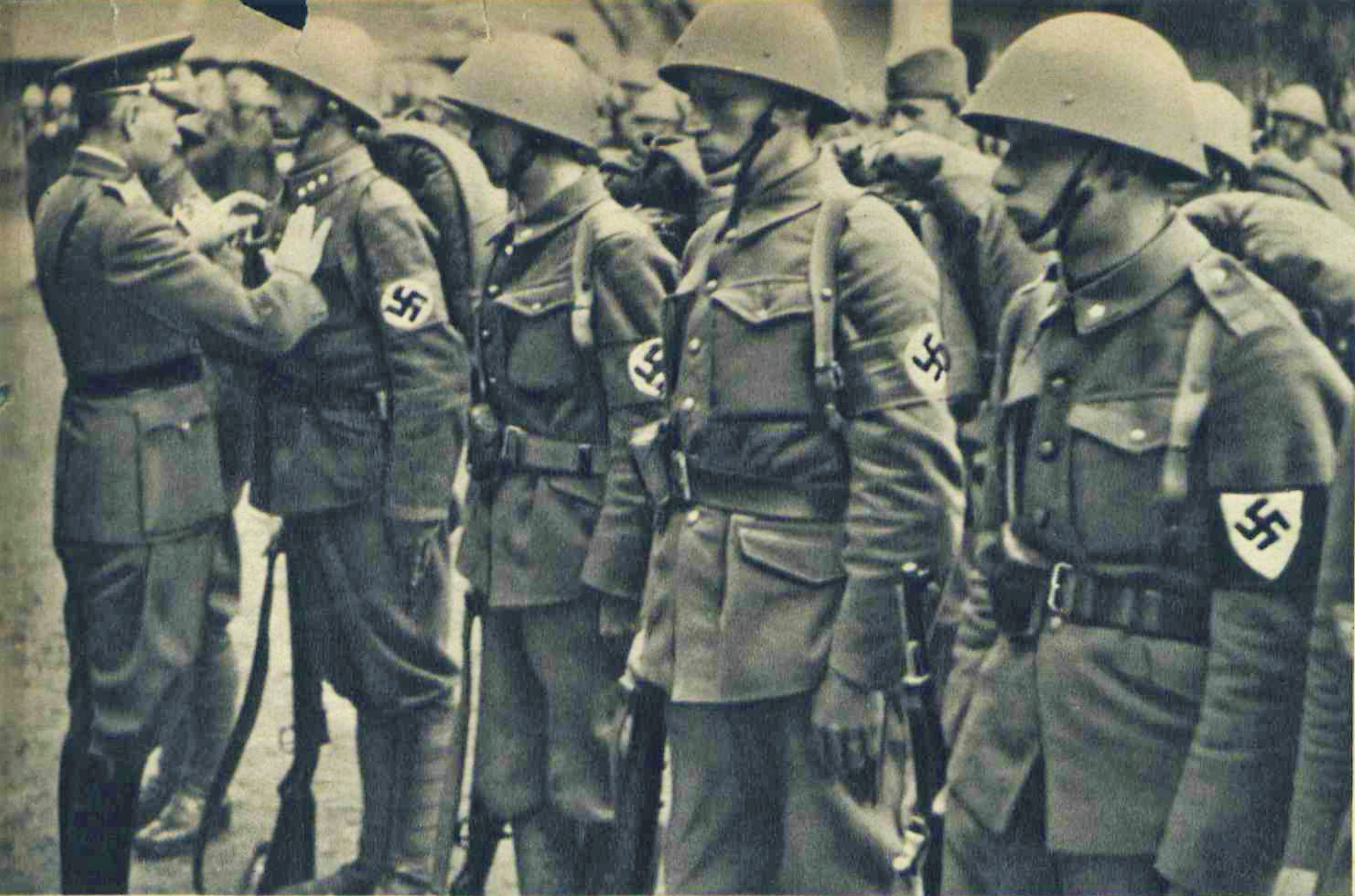
L'infanterie slovaque

Armée de campagne slovaque Bernolák (Slovenská Poľná Armáda skupina « Bernolák ») sous le commandement du général Ferdinand Čatloš :
- 1re division d'infanterie slovaque commandée par le général Antonin Pulanich ;
- 2e division d'infanterie slovaque commandée par le colonel (futur général) Alexandr Čunderlik ;
- 20e division d'infanterie slovaque commandée par le général Augustin Malar ;
- autres troupes commandées par le colonel Ivan Imru.

### L'armée soviétique
Commandée par Kliment Vorochilov, l'Armée rouge engage contre la Pologne entre 450 000 et 800 000 hommes de troupe selon les sources, soit 33 divisions, 11 brigades, avec 4 959 canons, 4 736 chars d'assaut et 3 300 avions ainsi que des membres des forces spéciales du NKVD pour faire la chasse aux ex-cadres et fonctionnaires de l'État polonais, aux militaires cachés, aux ecclésiastiques et aux groupes de résistants en formation. Deux « fronts » participent à la campagne : le « front de Biélorussie » commandé par Mikhaïl Kovalev, et le « front d'Ukraine » commandé par Semion Timochenko.

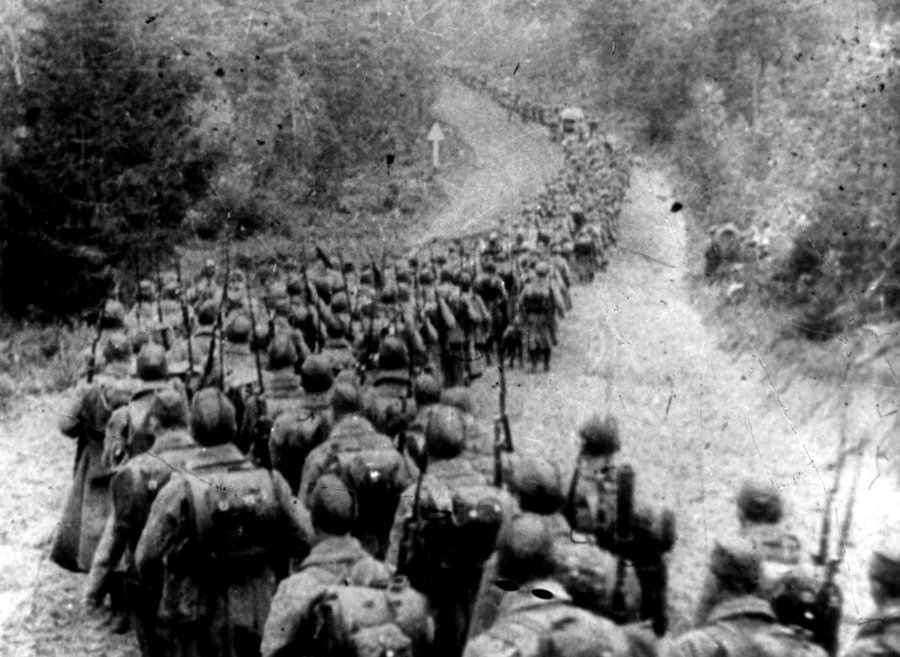
L'infanterie soviétique

- Le front de Biélorussie comprend quatre armées :
  - 3e armée (un corps d'armée d'infanterie, une division d'infanterie, deux brigades blindées) ;
  - 11e armée (deux corps d'infanterie, deux corps de cavalerie, 15e corps blindé) ;
  - 4e armée (deux corps d'infanterie, deux brigades blindées) ;
  - 10e armée (un corps d'infanterie).
- Le front d'Ukraine comprend trois armées :
  - 5e armée (deux corps d'infanterie, une brigade blindée) ;
  - 6e armée (un corps d'infanterie, un corps de cavalerie, trois brigades blindées) ;
  - 12e armée (un corps d'infanterie, deux corps de cavalerie, un corps blindé, deux brigades blindées).

Les pertes soviétiques auraient été de 2 000 à 3 000 tués et environ 5 000 blessés.

## Déroulement des combats

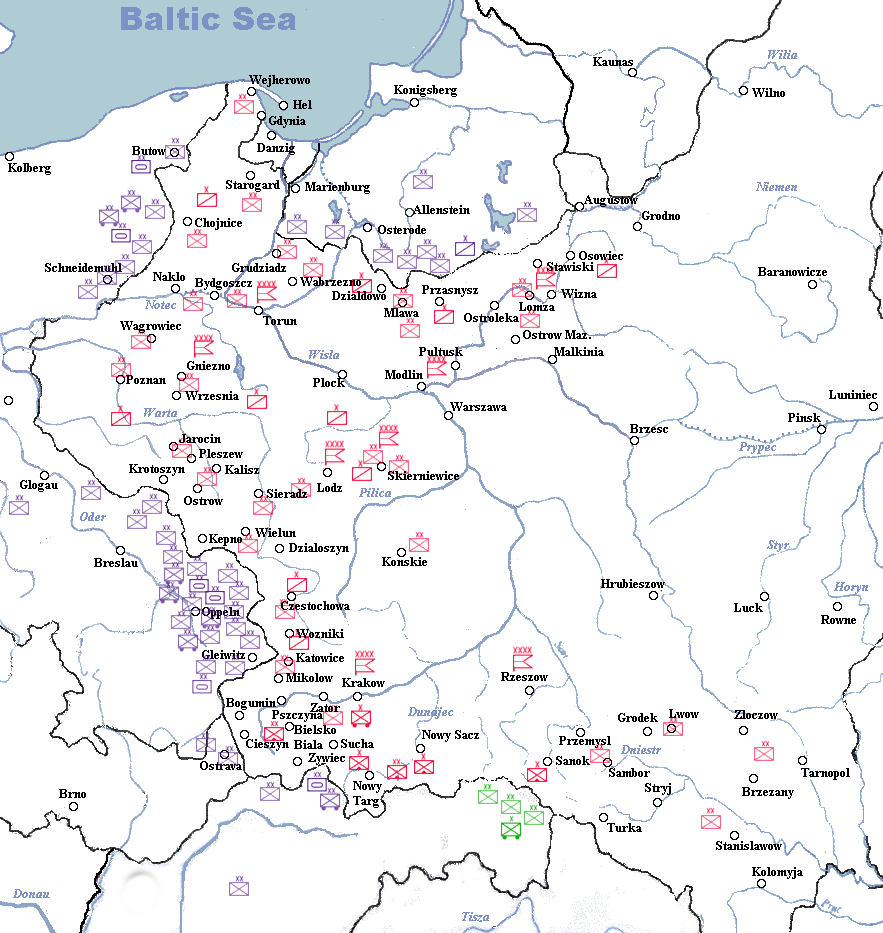
Ordre de bataille des armées la veille de la bataille.

### La bataille des frontières (1erau 5 septembre)
L'invasion de la Pologne était programmée pour le 26 août à 4 h 30, mais à la suite de la signature d'un pacte d'assistance entre le Royaume-Uni et la Pologne, Hitler arrête les préparatifs, se donnant jusqu'au 31 août pour arriver à un compromis avec le Royaume-Uni. C'est le 1er septembre 1939 à 4 h 30 qu'est finalement programmée l'attaque. Le prétexte allemand pour l'invasion est l'attaque d'un poste de radio à Gleiwitz. Le plan pour cette opération était le suivant : des membres du Sicherheitsdienst (SD) menés par Alfred Naujocks devaient prendre possession du poste émetteur radio, émettre un message hostile à l’Allemagne, puis abattre des prisonniers de droit commun drogués et déguisés en soldats polonais, comme preuve de la présence polonaise. Hitler pouvait ensuite dénoncer publiquement cette agression polonaise et en faire le prétexte de l'invasion. Cependant la machination est mal exécutée et l'information destinée à être envoyée au monde entier ne sera connue que par peu de personnes.

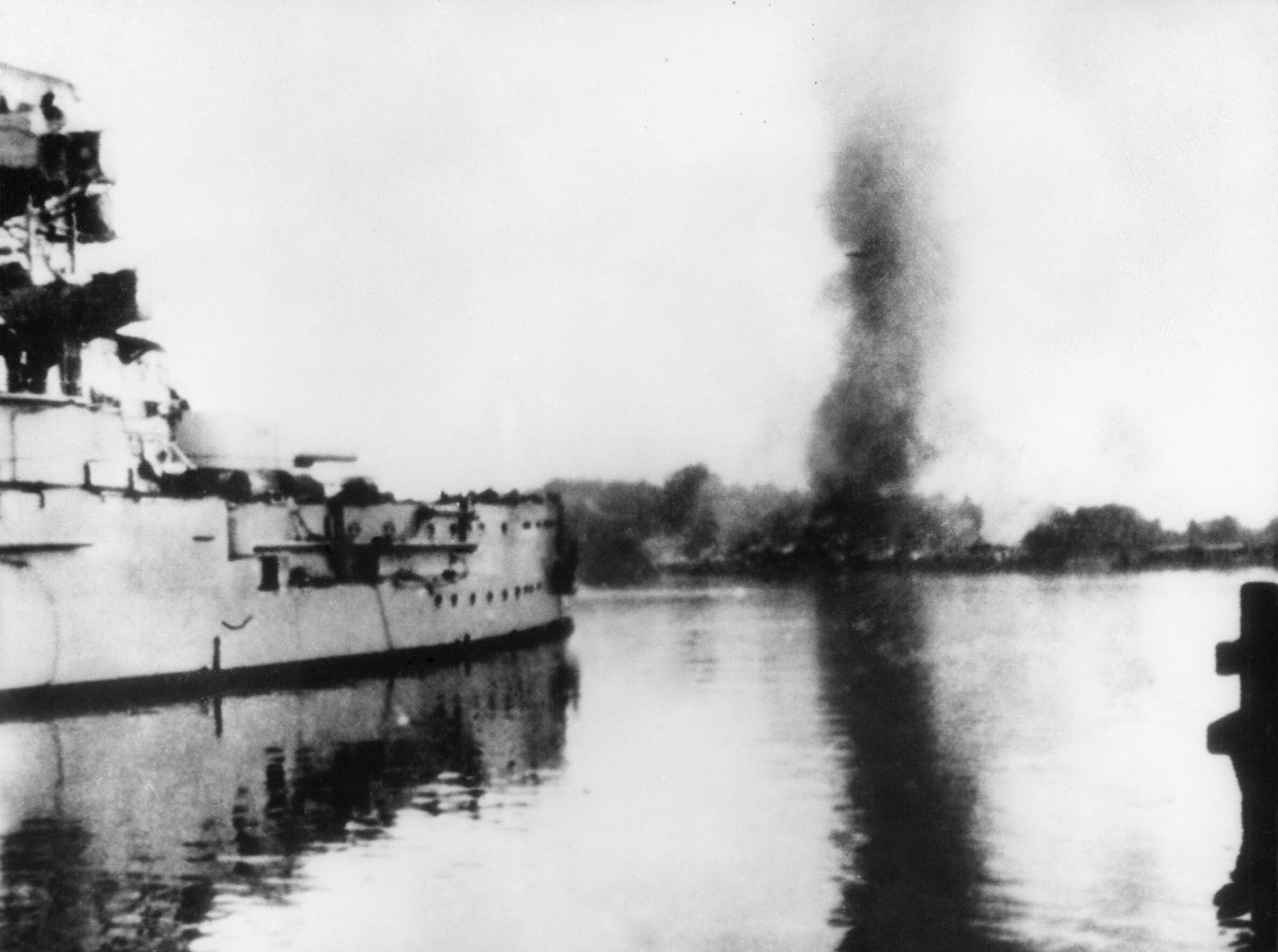
Schleswig-Holstein bombardant Westerplatte le 1er septembre 1939.

C'est à 4 h 45 que l'Allemagne, aidée par son alliée, la Slovaquie, qui, alléchée par la promesse d'annexion territoriale, constitue une base opérationnelle essentielle, commence l'invasion de la Pologne, et donc la Seconde Guerre mondiale. L'attaque se fait sur toute l'étendue du front, mais surtout à Dantzig, dont la poste centrale polonaise, sous statut d’extraterritorialité, est durement prise d'assaut. Six personnes meurent dans l'attaque, dont la fillette Erwina Barzychowska, et trente-huit prisonniers sont condamnés à morts et exécutés les jours suivants. C'est au large de cette ville que le cuirassé Schleswig-Holstein, qui mouillait dans le port au cours d'une « visite de courtoisie », mais au fond duquel des troupes étaient cachées, va déclencher les hostilités en bombardant la position polonaise de la Westerplatte, où est installé un dépôt d'armes, défendue par 182 hommes. Malgré la faiblesse de ses effectifs et le bombardement du navire allemand, la position tiendra jusqu'au 7 septembre, succombant au bout d'un treizième assaut.

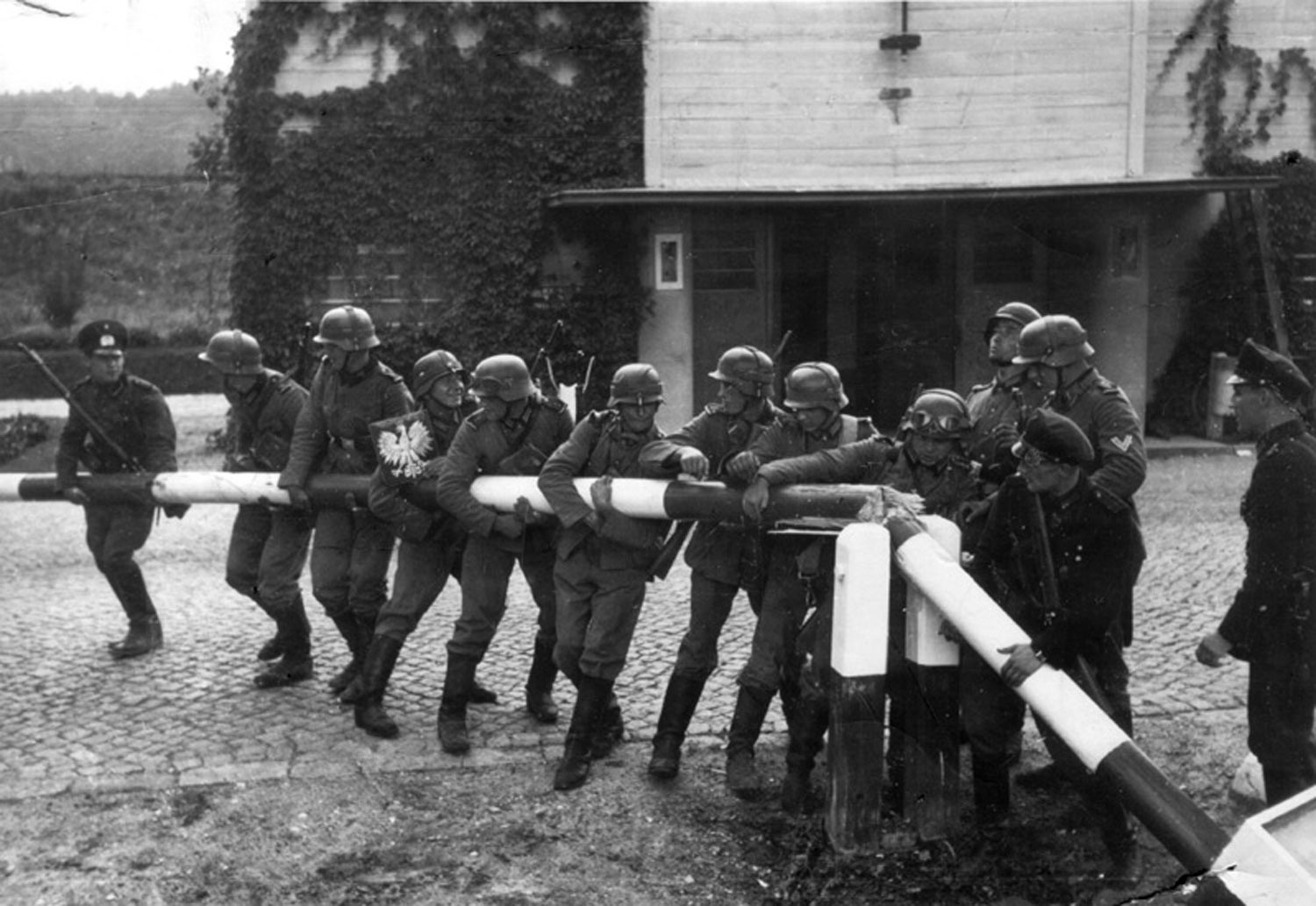
Des soldats allemands arrachent une barrière à la frontière polonaise près de Dantzig le 1er septembre 1939.

L'assaut allemand a pour but principal la prise du corridor de Dantzig. L'attaque est menée par la 3e division blindée venant de Poméranie qui passe la frontière. Le soir du 1er septembre, la division se trouve à 20 km de Swiekatowo sur la Vistule. Mais la 2e division d'infanterie motorisée censée protéger le flanc gauche des blindées reste bloquée dans le réseau de barbelés polonais et subit une offensive menée par le 18e régiment de lanciers polonais. La division allemande, contrainte au repli, doit demander l'aide des blindés. Le lendemain malgré une offensive polonaise, les Allemands ont atteint la Vistule. De plus, le 19e corps d'armée de Guderian vient de recevoir l'aide de la 23e division d'infanterie, ce qui lui permet de repousser les Polonais au nord. Ces derniers tenteront vainement de percer.
Le bilan de ces premiers jours est catastrophique pour les Polonais. L'armée de Pomorze a subi de lourdes pertes, notamment la 9e division d'infanterie. Les autres unités ont réussi tant bien que mal à se replier sur la rive gauche de la Vistule et notamment à Bydgoszcz. Cette ville conserve encore une forte minorité allemande. Lors du repli de l'armée polonaise, des civils d'origine allemande se mettent à tirer sur les Polonais qui réagissent et tuent 233 civils en ayant perdu 238 soldats (voir Dimanche sanglant de Bydgoszcz). Durant toute la campagne polonaise, entre 3 000 et 10 000 civils allemands sont tués ; les SS, en représailles, font subir de dures exactions aux civils polonais (voir Vallée de la mort de Bydgoszcz).

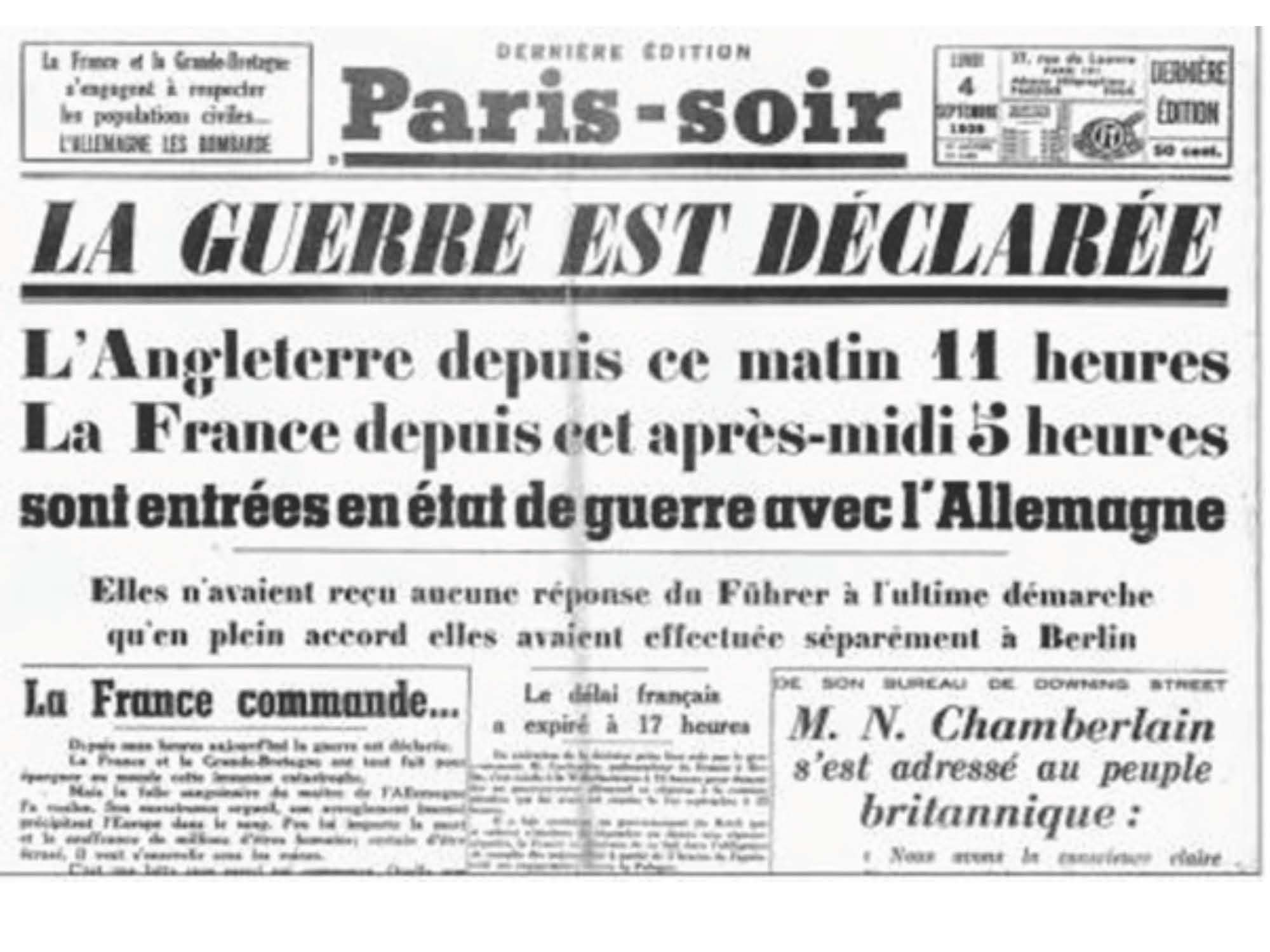
Paris-soir

Le 3 septembre, la IIIe armée allemande basée en Prusse-Orientale lance ses divisions à l'assaut des forces polonaises. Le lendemain, l'armée fera sa jonction avec les troupes venant de Poméranie. Néanmoins, les Polonais durant leur retraite réussiront à faire sauter les ponts sur la Vistule.
Pendant ce temps, le 1er corps d'armée venant de Prusse-Orientale attaque en direction du sud et forme l'un des mors de la tenaille qui doit se refermer sur Varsovie. En face des Allemands se trouve l'armée de Modlin. La frontière est protégée par des bunkers et le premier assaut allemand échoue, malgré l'aide de la Luftwaffe, avec de lourdes pertes, tant en chars (72 Panzer mis hors de combat) qu'en infanterie. Cependant, les Allemands contournent les positions polonaises à l'est et, après trois jours d'une dure résistance, les 8e et 20e divisions d'infanterie polonaises sont obligées de battre en retraite sous une forte pression allemande, notamment de la 12e division d'infanterie. Le 6 septembre, les Polonais font sauter les ponts de Płock sur la Vistule.

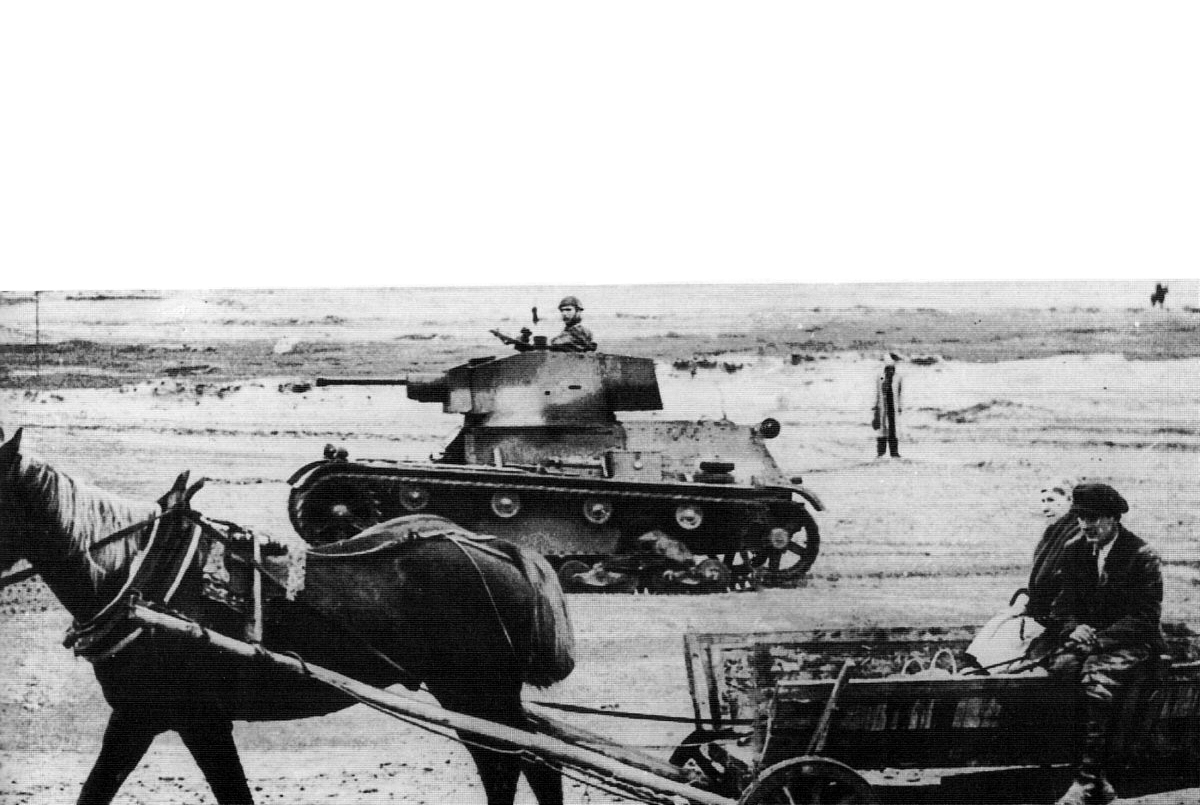
Char léger 7TP lors des opérations.

Les Polonais doivent aussi faire face à une forte pression allemande au sud. La XIVe armée du général List, fortement dotée en troupes de montagne, doit attaquer à travers les Carpates. Après trois jours d'âpres combats, les Allemands percent les défenses polonaises et se dirigent ainsi droit vers Cracovie.
Pendant ce temps, une bataille navale s'engage au large des côtes polonaises. Bien que les trois meilleurs destroyers aient pu gagner le Royaume-Uni, la Pologne dispose encore de sous-marins, qui tentent vainement, le 2 septembre, d'endommager le Schleswig-Holstein, ainsi que des destroyers allemands. Mais, le 1er septembre, la Luftwaffe coule le torpilleur polonais Mazur, le premier navire coulé de la Seconde Guerre mondiale. Le 3 septembre, les dragueurs de mines Gryf et Wicher sont eux aussi coulés. Peu après, les principaux navires allemands sont transférés en mer du Nord pour parer à la menace britannique.

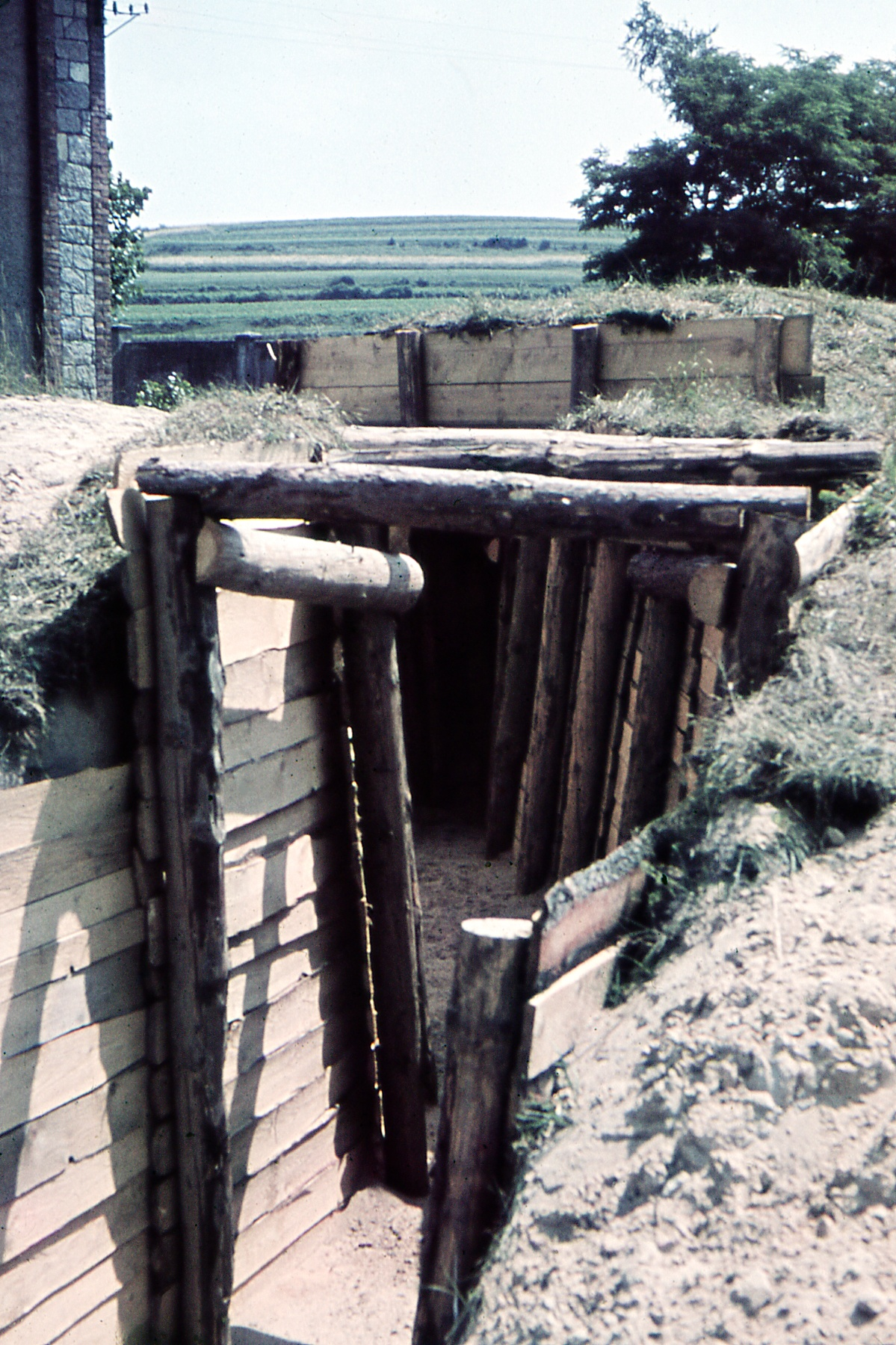
Tranchée polonaise en 1939.

Sur terre, les Allemands tentent de s'emparer de Gdynia. La garnison n'a plus aucune chance de s'échapper, mais elle n'est pas prête à capituler sans combattre. Les Allemands progressent lentement et ils doivent attendre le 10 septembre pour couper la ligne de communication entre Gdynia et la presqu'île de Hel, bien défendue par les Polonais. La ville portuaire continue néanmoins sa résistance menée par l'amiral Józef Unrug, aidée par l'artillerie de la presqu'île de Hel. Le 19 septembre avec l'aide des canons du Schleswig-Holtstein, les forces allemandes s'emparent du port, mais Unrug s’est replié par bateau sur la presqu'île de Hel, dont il a dynamité l'accès (une langue de terre) et où il s'est retranché avec 2 000 hommes. Les Polonais sont ainsi prêts à résister longuement et les Allemands doivent faire appel au Schleswig-Holstein et au Schlesien pour pilonner les défenseurs. Malgré cela, la garnison tient toujours et, le 27 septembre, le Schleswig-Holstein doit se replier, touché à son tour. Finalement, Unrug n'accepte de capituler que le 1er octobre.
Dans le même temps, l'armée allemande continue sa progression vers Varsovie, en concentrant ses efforts sur Częstochowa, avec le 15e et le 16e corps d'armée. Très vite, l’assaut allemand s’approche de la capitale polonaise et la 7e division d'infanterie qui la défend doit se replier en raison du risque d'encerclement. Enfin pour compliquer encore les affaires polonaises, les Allemands ont aussi frappé aux alentours de Breslau et menacent donc l’armée de Lódź, qui ne peut arrêter l'ennemi malgré sa forte résistance. Au soir du 3 septembre, seule l'armée de Poznań n’a pas été attaquée. Son chef demande l’autorisation d'attaquer le flanc de la 8e armée, mais le haut-commandement refuse et lui ordonne de se replier entre Konin et Koło. Ainsi, le 5 septembre, la bataille des frontières est finie. Les forces allemandes ont presque partout enfoncé le front des Polonais, mais ces derniers ne se sont fait encercler qu'au nord. Le généralissime polonais espère encore une offensive française, qui lui permettrait d'enrayer la progression allemande.

### L’avancée vers Varsovie

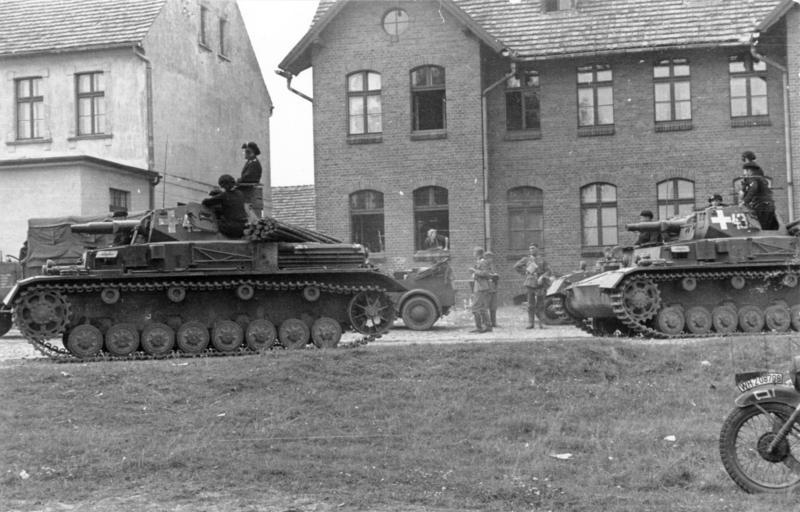
Des blindés allemands progressent à travers une localité polonaise.

À la suite de la bataille des frontières, le maréchal Edward Rydz-Śmigły doit reconstituer un front pour stopper la progression allemande. Pour cela, il décide de se replier derrière des cours d'eau qui sont la Bobr, le Narew, la Vistule et le San. Pour parer à cette possibilité, l'Oberkommando des Heeres (abrégé en OKH, le Haut Commandement de l'armée de terre allemande) demande aux généraux présents sur le front de prendre de vitesse les Polonais. Ainsi le Heeres Gruppe Nord reçoit l'ordre de franchir le Narew et, ensuite, de se diriger vers Varsovie, tandis que le Heeres Gruppe Süd doit s'emparer de Cracovie et détruire l'armée de Lódź située au sud de Lublin. Le 6 septembre, Cracovie est capturée sans combat. Le même jour, Hitler vient sur le front pour la première et la dernière fois de la guerre. Enfin, devant l'insistance de certains généraux, l'OKH autorise Guderian à envoyer ses divisions motorisées et blindées sur Brest (Biélorussie) pour empêcher tout redressement polonais à l'ouest de Varsovie.

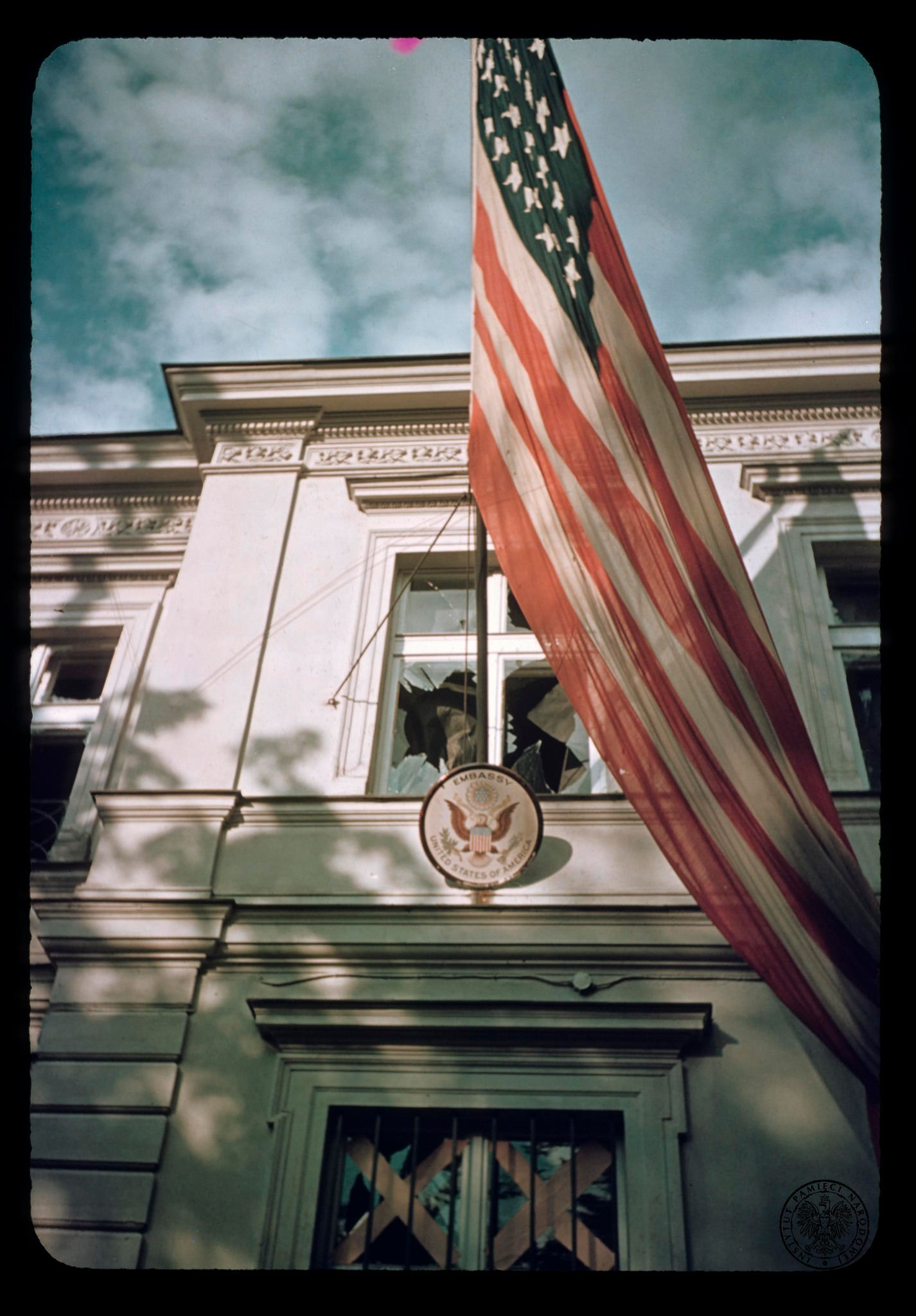
Ambassade américaine à Varsovie lors du raid aérien allemand de septembre 1939.

Le 8 septembre, les divisions blindées allemandes attaquant au centre du dispositif défensif polonais sont contraintes d'arrêter leur avance faute de carburant. Le général Kutrzeba demande à Rydz-Śmigły l'autorisation de contre-attaquer. Celui-ci accepte et le lendemain, l'armée de Poznań partant de la Bzura et se dirigeant vers le nord-est avec en soutien l'armée de Pomorze sur le flanc oriental prend par surprise les Allemands et la 30e division d'infanterie est détruite par trois divisions polonaises. Il faut attendre le 10 septembre pour que les Allemands viennent en aide aux fantassins et à la VIIIe armée. La bataille qui s'engage ne permet pas de désigner un vainqueur, mais, très vite, l'armée de Lódź plus au sud commence à céder et le général Kutrzeba est obligé de battre en retraite pour éviter un encerclement. Du 13 au 15 septembre, deux divisions polonaises protègent les flancs et les arrières de l’armée de Pomorze, qui peut se replier en exerçant d'ailleurs une forte pression sur la 10e armée allemande, qui doit demander de l'aide au 16e corps d'armée. Ainsi se termine la bataille de la Bzura, qui montre que la Pologne, en attendant une hypothétique offensive française à l'ouest, a toujours les moyens de résister à l'armée allemande, du moins pour quelques jours encore.

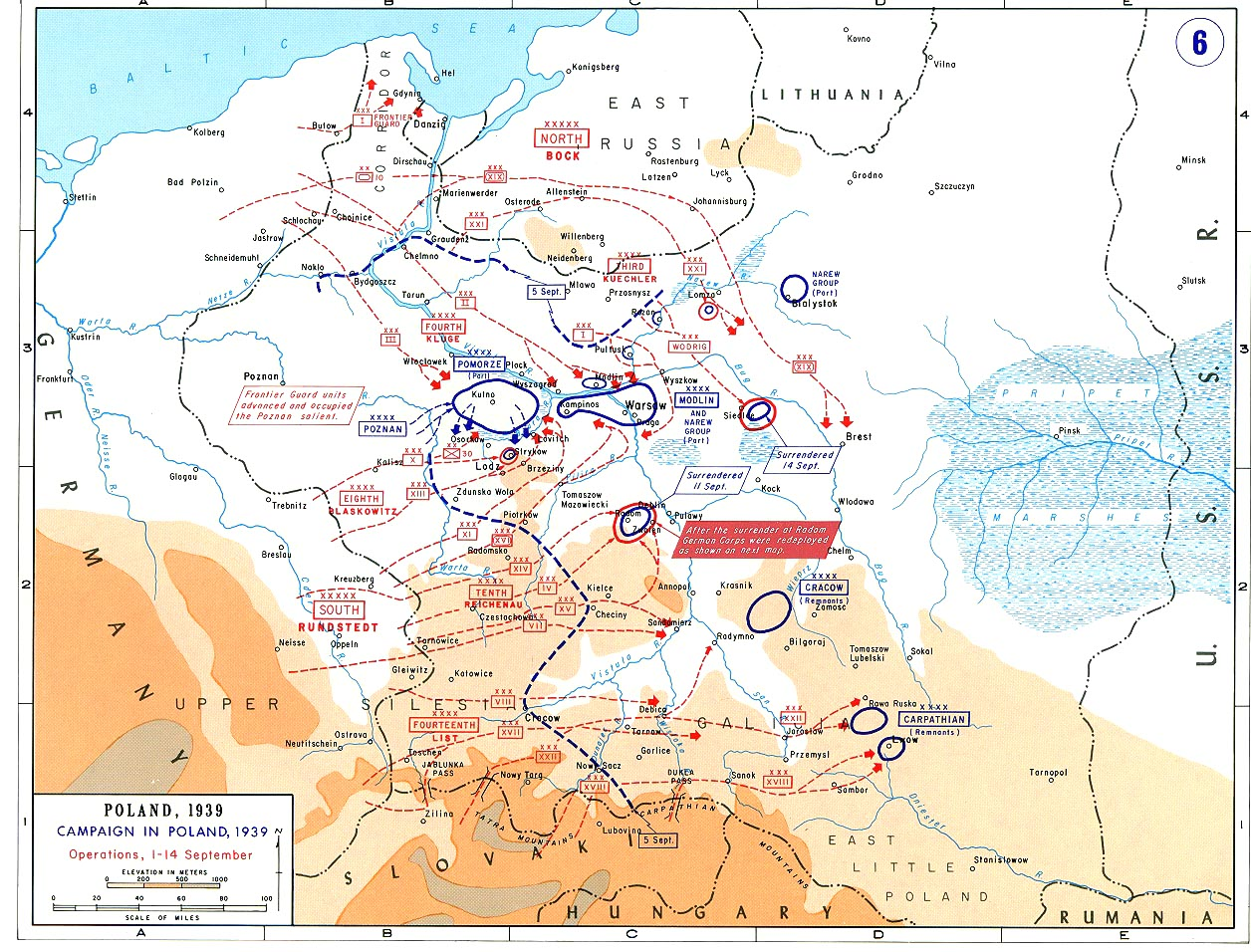
Situation le 14 septembre 1939.

Au moment de l'offensive polonaise sur la Bzura, les forces allemandes tentent, notamment avec la 4e division blindée, de prendre Varsovie. Les chars arrivent aux portes de la ville, mais les troupes dirigées par le général Walerian Czuma avec l'aide de civils résistent farouchement et font reculer l'ennemi. Durant la bataille, le général Czuma est blessé ; il est remplacé par le général Juliusz Rómmel (prononciation : Roumel, donc pas homonyme du général allemand). Pour parer à une nouvelle attaque, la capitale polonaise se transforma en camp retranché et de nombreuses barricades sont érigées sur les artères principales.
Cependant, les forces allemandes doivent très vite se recentrer sur ce qui se passe à l'ouest de Varsovie, car les troupes polonaises contre-attaquent et certaines unités sont encerclées. Ainsi l'armée Prusy réussit à franchir les lignes allemandes malgré la destruction de la majorité des troupes des 3e, 12e et 36e divisions d'infanterie. L'armée de Łódź, quant à elle, se dirige vers Varsovie, puis vers Modlin face à une farouche résistance allemande devant la capitale polonaise. Pendant ce temps, les arrière-gardes polonaises mettent en place la technique de la guérilla pour ralentir la marche allemande.
Néanmoins, les forces allemandes sont surtout arrêtées dans leur progression vers Varsovie par la résistance polonaise sur la Bzura et la Wehrmacht doit stopper l'investissement de la capitale polonaise. La situation entre le 12 et le 14 septembre est pour le moins confuse, aucun front cohérent n'existe et la Pologne voit son territoire traversé par de nombreuses troupes ennemies. Le 12 septembre, l'OKH demande aux généraux sur le front de réduire les poches de résistance polonaises, de réduire à néant le danger polonais sur la Bzura et enfin de terminer la manœuvre d’encerclement de Brest (Biélorussie).
L’offensive menée par le 10e corps d'armée vers Brest-Litovsk a commencé depuis le 9 septembre et franchi le Narew le même jour. Néanmoins, les Polonais tiennent toujours les fortins situés sur la rive et les soldats allemands ont du mal à faire céder la défense polonaise notamment à cause de la lenteur du franchissement du fleuve par les chars. Après ces péripéties, le 10 septembre, les chars et l'infanterie peuvent enfin se diriger vers Brest-Litovsk, mais les troupes se trouvant le plus près de Varsovie ont bien du mal à progresser, notamment la 20e division d'infanterie motorisée. Pour parer à ce danger, Guderian est obligé d'arrêter la progression de ses blindés pour attaquer les Polonais qui se retranchent dans la ville d'Andrzejewo, où ils résisteront jusqu'au 13 avant de se replier. Enfin, la division blindée « Kempf », qui est passée à la proximité immédiate de Varsovie, doit demander l'aide de la Luftwaffe pour repousser les Polonais qui ont contre-attaqué au niveau de la boucle que forment le Bug et le Narew.

### La destruction de l’armée polonaise et l’intervention soviétique

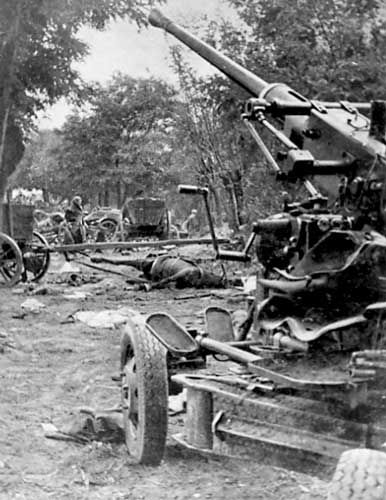
L'artillerie polonaise après un raid aérien lors de la bataille de la Bzura.

Le 13 septembre, Guderian arrive en vue de la citadelle de Brest-Litovsk. Mais celle-ci résiste à un premier assaut allemand le 15 septembre. Le lendemain, une nouvelle attaque échoue car les Panzer se retrouvent soudain seuls face aux remparts, l'infanterie n'ayant pas suivi. Au cours de cette action, l'aide de camp de Guderian, le lieutenant-colonel Braubach est abattu par un tireur de précision polonais. Le 17 septembre, un régiment allemand parvient à pénétrer dans la citadelle et à s'en emparer au moment où la garnison polonaise s'enfuit vers l'ouest.
Pendant ce temps, le Heeres Gruppe Süd continue ses attaques en direction de Varsovie. La XIVe armée doit de son côté empêcher les Polonais de s'échapper vers la frontière roumaine en se dirigeant plein sud. Néanmoins, les Polonais résistent avec l'énergie du désespoir. La 1re division de montagne allemande met ainsi dix jours pour s'emparer de Lwów, tout comme la 2e division de montagne, bloquée face à Przemyśl qui tombe le 15 septembre.
Sur la Bzura, les troupes polonaises encerclées réussissent une sortie et les survivants se dirigent vers Varsovie. Le dernier espoir polonais de résister aux Allemands est de se retrancher au sud-est du pays, à la frontière de la Roumanie. Depuis le 15 septembre, de nombreuses unités se dirigent vers cette région. Ainsi, le front nord est créé, avec à sa tête le général Dąb-Biernacki ; il regroupe les restes des troupes situées entre les forces de Guderian et celles de la XIVe armée. Cette armée se dirige vers la frontière roumaine en passant par Lwów. Ces mouvements de troupes donnent un nouvel espoir au haut-commandement polonais, car le reste de l'armée polonaise, à l'exception des troupes encerclées dans Varsovie, peut maintenant reformer un front cohérent à la frontière roumaine et ainsi résister en attendant l'offensive française. Il s'agit de la fameuse tête de pont roumaine.

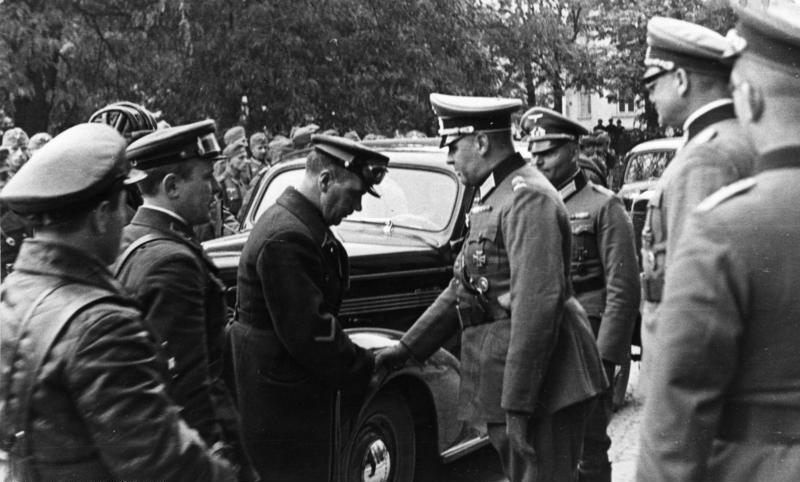
Rencontre de soldats allemands et soviétiques à Lublin.

Le 17 septembre, à la surprise de l'ensemble des belligérants (excepté Hitler et Ribbentrop), l’Armée rouge lance ses troupes sur l'Est de la Pologne, sur un front qui s'étend de la Dvina au Dniestr. L'invasion de la Pologne par l’Union soviétique, le 17 septembre 1939, est entreprise conformément au protocole secret du Pacte germano-soviétique. Les Soviétiques justifient leur intervention par les discriminations dont seraient victimes les populations ukrainiennes et biélorusses de Pologne, alors que Staline a surtout pour objectif d'agrandir l’Union soviétique en annexant des territoires polonais perdus par la Russie soviétique après la Première Guerre mondiale ; il s'agit aussi de laver l'affront de la cuisante défaite de l'Armée rouge durant la guerre soviéto-polonaise de 1920.
Le 18 septembre, la résistance polonaise devient plus forte, mais la fin est proche pour l'armée polonaise qui cherche, d'ailleurs, plus à combattre les Allemands que les Soviétiques. Les troupes soviétiques qui attaquent sont constituées de deux groupes d'armées. Celui de Biélorussie est constitué de quatre armées et celui d'Ukraine de trois. Parmi ces dernières, la 12e reçoit l'ordre de couper l'accès de l'armée polonaise aux frontières hongroise et roumaine. Face à cette force, les Polonais n'alignent que 18 bataillons et cinq escadrons de cavalerie. Certains Polonais, surpris de voir des soldats soviétiques, croient tout d'abord que ces derniers sont venus les aider, mais ils comprennent très vite leur erreur lorsqu'ils sont capturés. Le même jour, le gouvernement polonais basé à Kolomyja, que les avant-gardes soviétiques menacent, est pleinement conscient que l'armée polonaise ne pourra plus résister et se retire donc par la voie des airs en Roumanie et de là, en France.
Pendant ce temps, les Soviétiques progressent en deux jours de près de 100 km et pillent tous les magasins qu'ils rencontrent, malgré l'interdiction des généraux. Guderian rencontre les premiers Soviétiques, qui demandent au général allemand d'évacuer, avant le 22 septembre, la ville de Brest (Biélorussie) en vertu de l'accord germano-soviétique. Pour Guderian le coup est dur, car la conquête de la ville a occasionné de lourdes pertes à ses troupes et il estime que le délai d'évacuation est trop court. Finalement, les Soviétiques lui accordent un délai supplémentaire. Le 18 septembre, Hitler annonce la fin de la campagne de Pologne, mais des Polonais résistent encore en plusieurs endroits, notamment à Modlin, Hel et Varsovie.

### Le siège de Varsovie

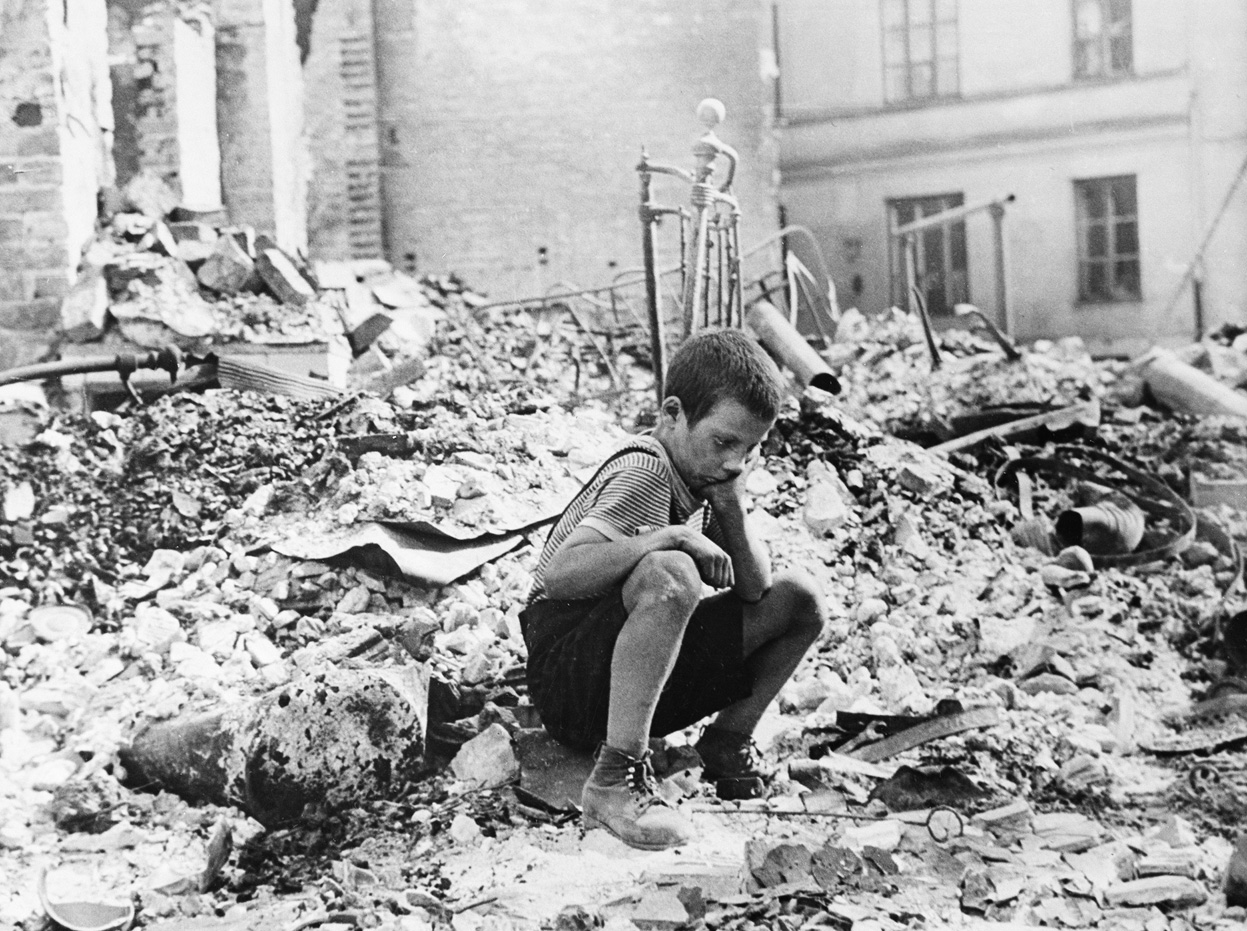
Victime du bombardement de Varsovie, septembre 1939.

Le siège de Varsovie oppose l'Armia « Warszawa » en garnison et retranchée dans la capitale de la Pologne (Varsovie) et la Wehrmacht. La bataille débute par un grand bombardement aérien de la ville par la Luftwaffe le 1er septembre 1939. Les combats terrestres commencent le 8 septembre quand la première unité de blindés allemands arrive dans l'arrondissement de Wola et la banlieue sud-ouest de la ville. Malgré les émissions de radio allemandes qui annoncent la capture de Varsovie, l'attaque est arrêtée peu après et Varsovie mise en état de siège.

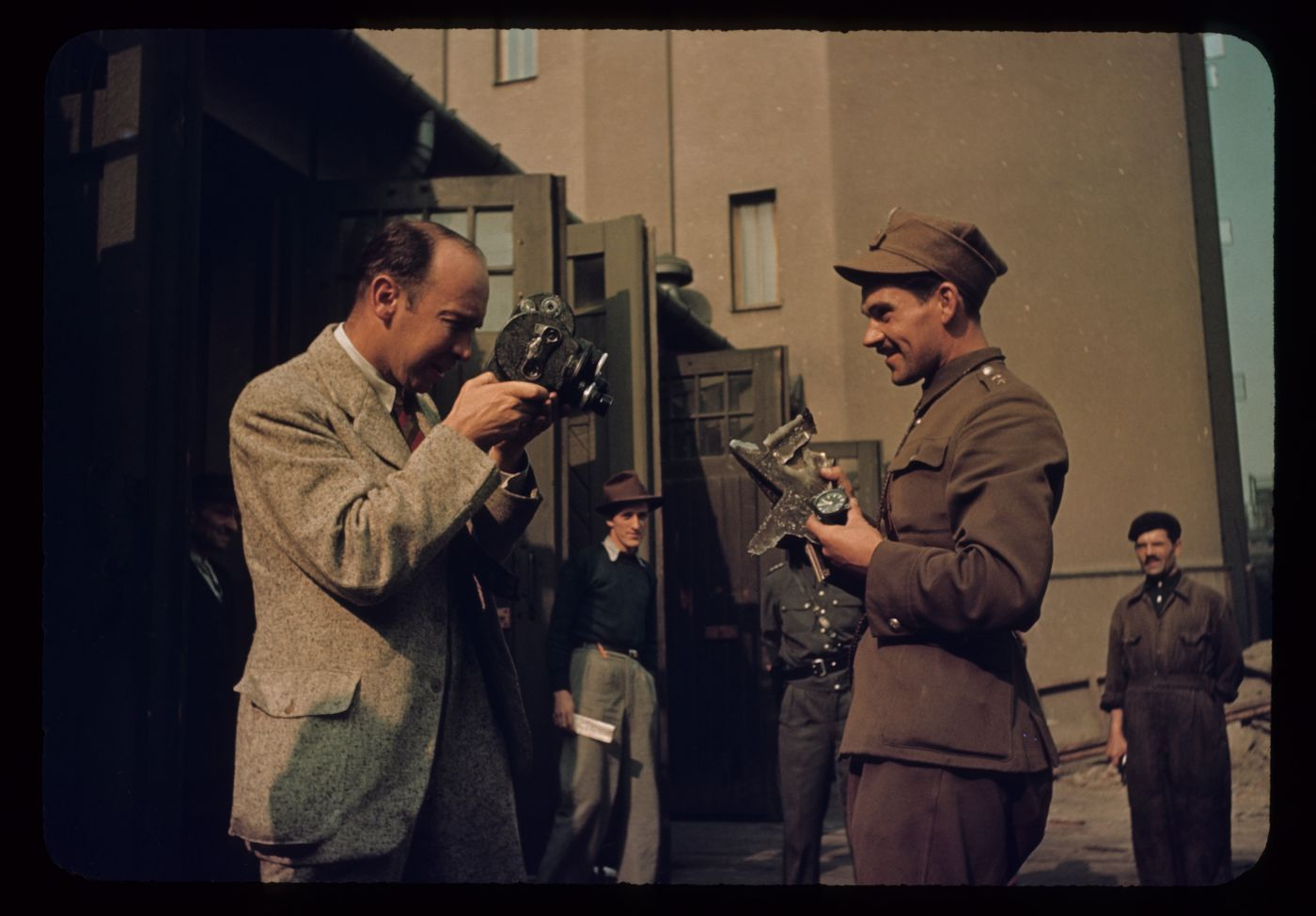
Soldat de l'armée polonaise le 11 septembre 1939 à Varsovie.

Le 26 septembre, Rómmel envoie un émissaire et les défenseurs de Varsovie capitulent le 28 septembre à 13 h 15. Les Allemands ont capturé 120 000 prisonniers dont 16 000 blessés.
Dans le secteur de Kock, près de Lublin, la 13e division d'infanterie motorisée allemande est surprise par le Groupe opérationnel indépendant de Polésie du général Franciszek Kleeberg, qui flanque les fantassins à l’aide de sa cavalerie.
Les derniers coups de feu polonais sont tirés le 6 octobre. La bataille de Kock — la dernière de cette guerre — durera quatre jours, mais le 6 octobre des renforts vont venir à bout des dernières unités polonaises qui capitulent, à court de munitions, de moyens de transport et de ravitaillement.

## Bilan

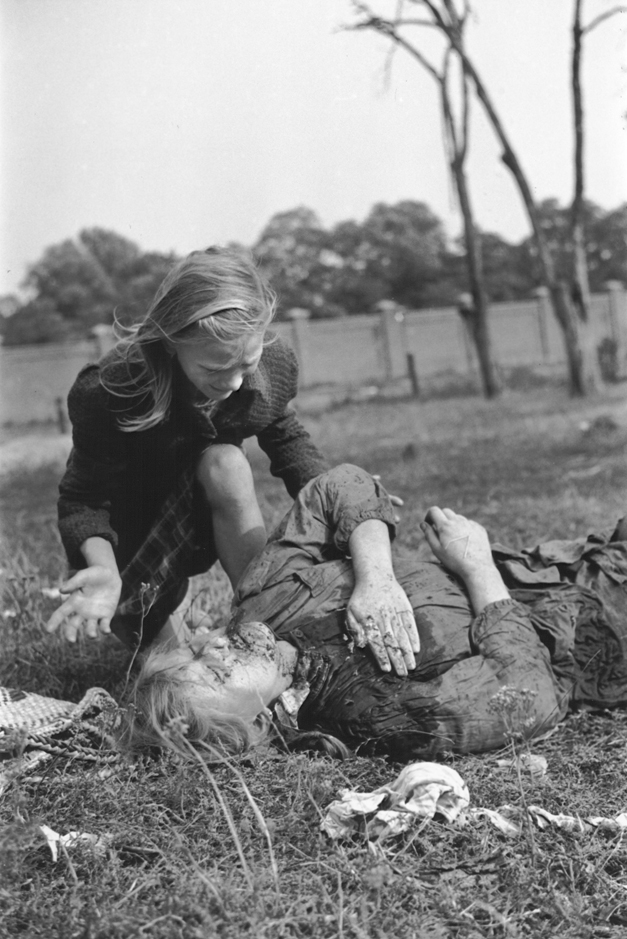
Le 13 septembre 1939, à Varsovie, une jeune Polonaise pleure sa sœur tuée par un raid aérien de la Luftwaffe. Photo de Julien Bryan.

Il aura fallu un peu plus d'un mois — exactement 35 jours — à l'armée allemande et à l'armée soviétique pour venir à bout de la Pologne. Le gouvernement polonais ne demanda ni ne conclut d'armistice avec les forces d'invasion. Les forces militaires qui purent s'échapper reformèrent rapidement une armée polonaise à l'étranger pour continuer le combat.
Par voie terrestre, 30 000 soldats polonais réussiront à s'enfuir par la Roumanie, que sa flotte transporte[réf. nécessaire], par la mer Noire et l'Égée, à Alexandrie, en territoire britannique. Soixante mille autres Polonais, dont de nombreux soldats, fuient par la Slovaquie, la Hongrie et la Yougoslavie : beaucoup de ces exilés rejoindront, par l'Adriatique ou par la Grèce, l'armée polonaise reconstituée en France. Ces routes d'exil se ferment en juin 1940, après l'effondrement de la France, lorsque tous ces pays rejoignent l'orbite allemande ; dès lors, les réfugiés polonais y sont internés.
Lors de la campagne polonaise, les pertes allemandes se montent à 16 660 morts ou disparus et 32 000 blessés. Les Allemands perdent également 832 chars, (toutes causes comprises) dont 341 de manière définitive. Une autre source donne 419 chars perdus parmi lesquels 236 sont irrécupérables,.
Les Polonais, quant à eux, ont 66 300 tués et 133 700 blessés.
Le nombre de prisonniers varie de 680 000 (580 000 capturés par les Allemands et plus de 100 000 capturés par les Soviétiques) à 911 000 (694 000 capturés par les Allemands et 217 000 pris par les Soviétiques). L'Étoile rouge du 17 septembre 1940 donne les chiffres de prisonniers polonais suivants : 12 généraux, 8 000 officiers, plus de 200 000 soldats. Environ 3 000 prisonniers de guerre ont été exécutés par les Allemands (en).
Les Soviétiques perdirent 737 hommes et eurent 1 125 blessés ; enfin, les Slovaques eurent 30 morts ou disparus et 46 blessés[réf. nécessaire].
À ces pertes militaires s'ajoutent les pertes civiles. En effet, dès les premiers jours du conflit, on compte des morts civils, à l'image des Allemands (entre 100 et 1 000) tués lors du « Dimanche sanglant de Bromberg », le 3 septembre ; ces morts sont mis en avant par le commandement allemand et servent de prétexte aux crimes dont se rendent coupables les Allemands en Pologne : incendies de villages, exécutions de civils par balle ou à la grenade.
De plus, l'armée allemande connaît la psychose du franc-tireur, particulièrement exacerbée, favorisée par la rapidité de l'avance des unités motorisées et par l'inexpérience des soldats allemands. Ainsi, des ordres rappellent les sanctions encourues par les civils en cas de détention d'armes, en cas de tirs sur les troupes à partir de leur maison, mais aussi les prérogatives des juges en ce qui concerne les civils polonais.
Le 3 octobre 1939, Lavrenti Beria signe le décret 16/91-415 du Politburo autorisant le NKVD à échanger avec les Allemands, du 24 octobre au 23 novembre 1939, 46 000 prisonniers polonais contre 44 000 en sens inverse. Cet échange sera unique.
La Pologne est démembrée, 189 000 km2 sont attribués à l'Allemagne, 199 430 km2 à l'URSS.
La presse soviétique salue l'occupation de ce qu'elle considère désormais comme l'« ancienne Pologne ». Une caricature représente ainsi un instituteur polonais qui, face à la débâcle de l'armée polonaise, dit d'un air abattu à la classe : « Sur ce, les enfants, nous terminons l'étude de l'histoire de l'État polonais »,.

## Pénalisation de la mention d'une invasion de la Pologne par l'Union soviétique
En 2016, le blogueur russe Vladimir Louzguine est condamné à une amende de 200 000 roubles en vertu d'une loi mémorielle russe pénalisant la « réhabilitation du nazisme » pour avoir écrit que l'Allemagne nazie et l'Union soviétique avaient envahi ensemble la Pologne en septembre 1939. La Cour suprême de la fédération de Russie confirme ensuite cette condamnation, au motif que cette assertion constitue une « négation publique des procès de Nuremberg et la mise en circulation de fausses informations sur les activités de l'Union soviétique durant la Seconde Guerre mondiale »,,,.